# Biserica Sfântul Dumitru din Poieni

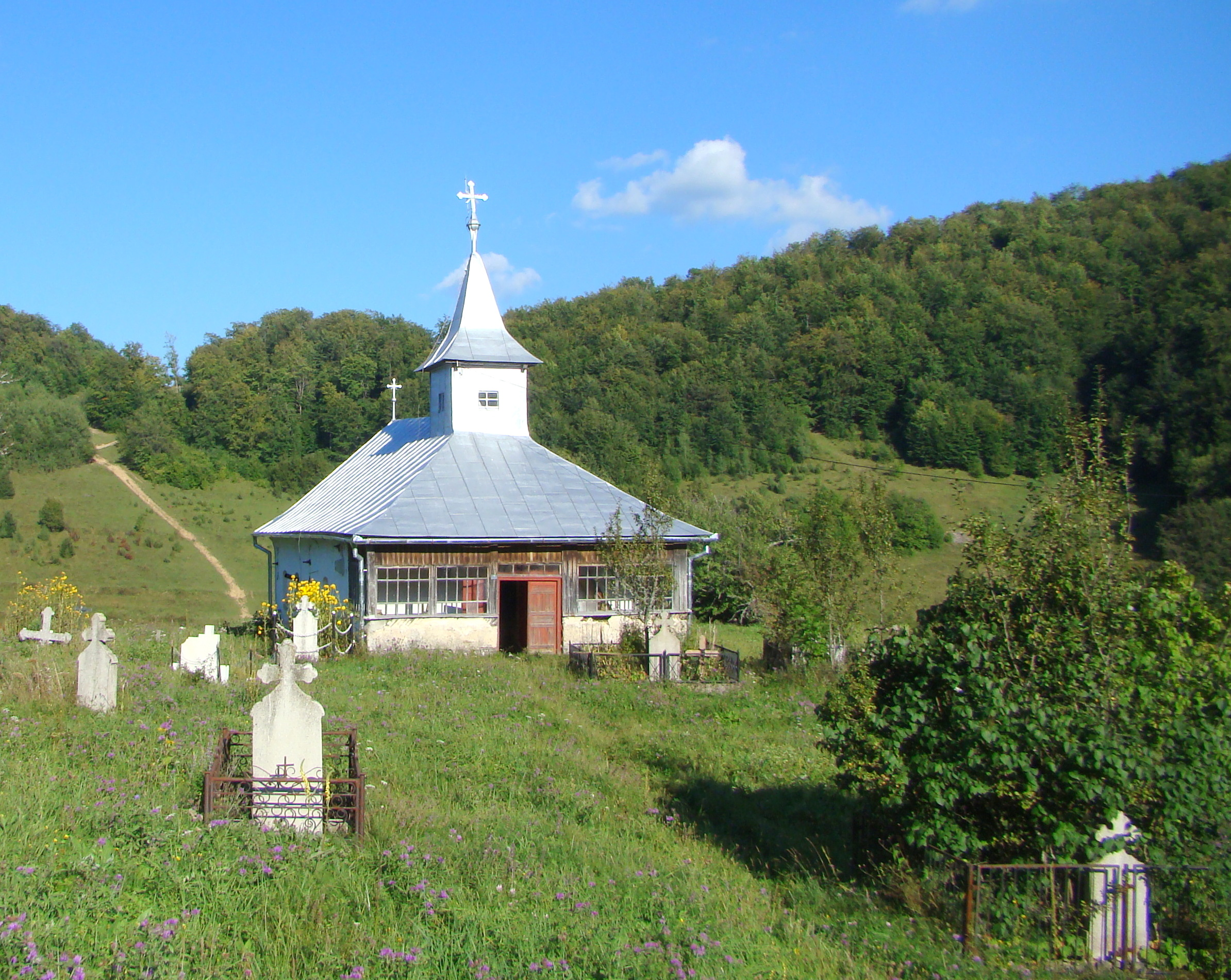
Biserica „Sfântul Dumitru” din Poieni, județul Alba, foto: septembrie 2016.

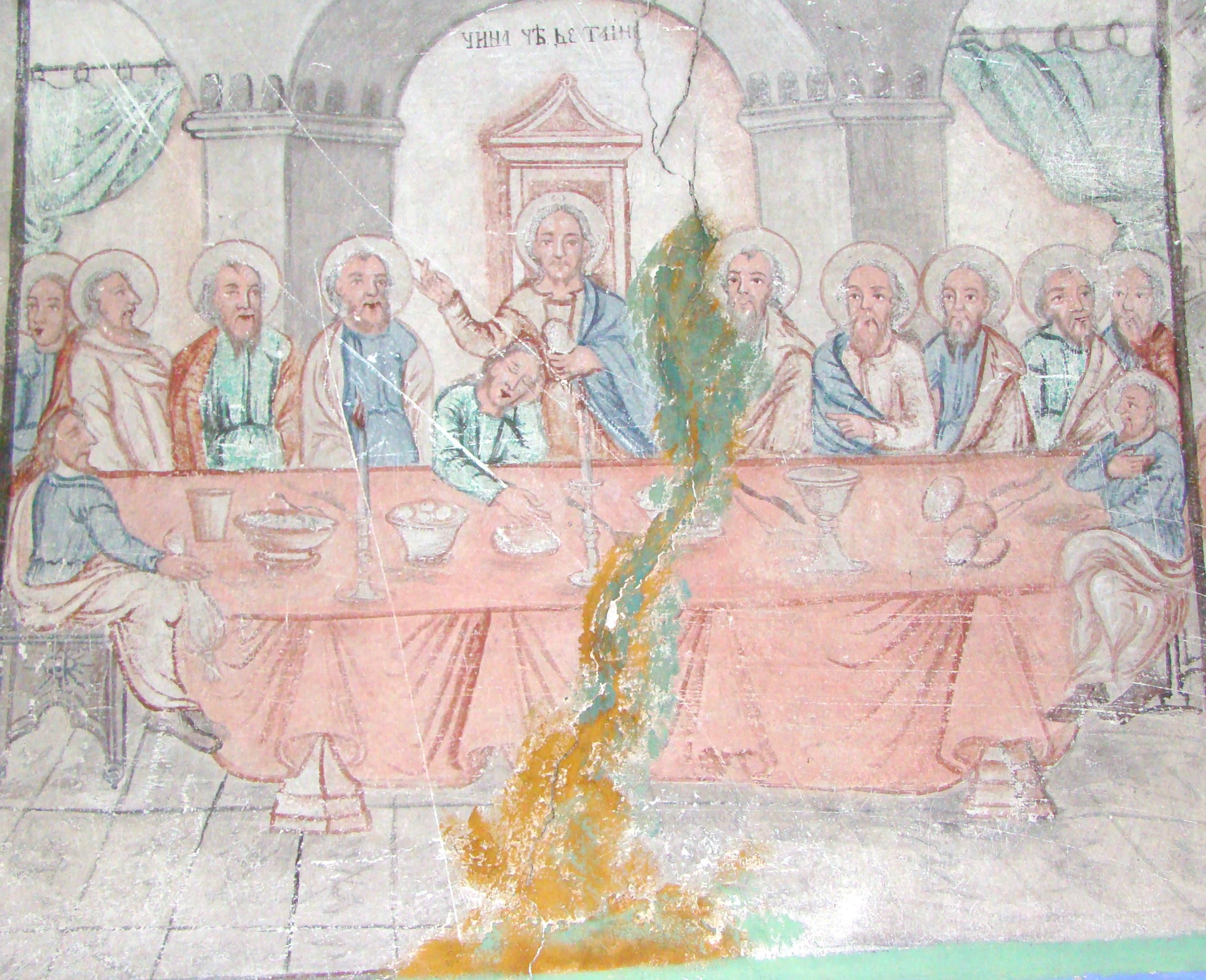
Cina cea de Taină

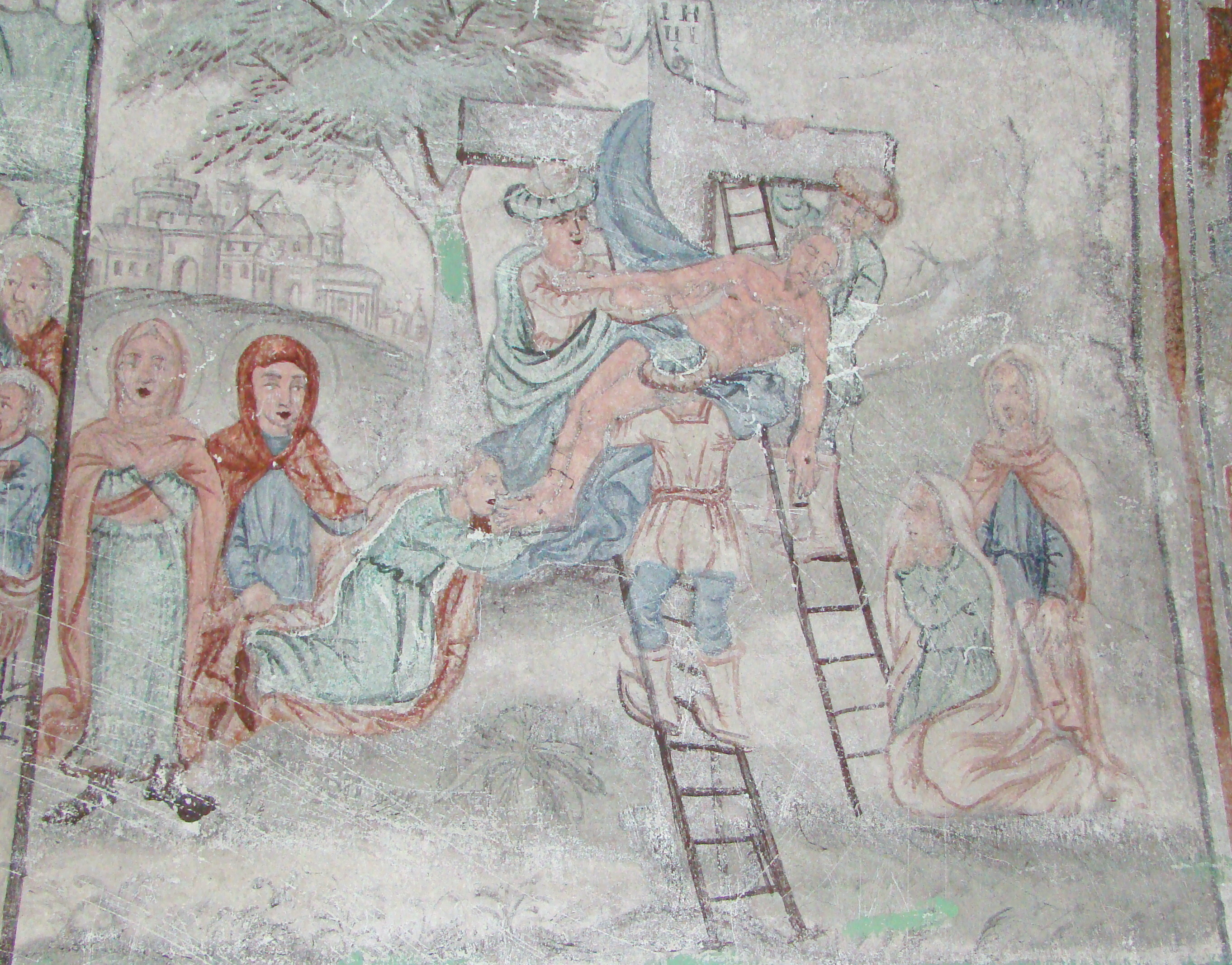
Coborârea lui Iisus de pe Cruce

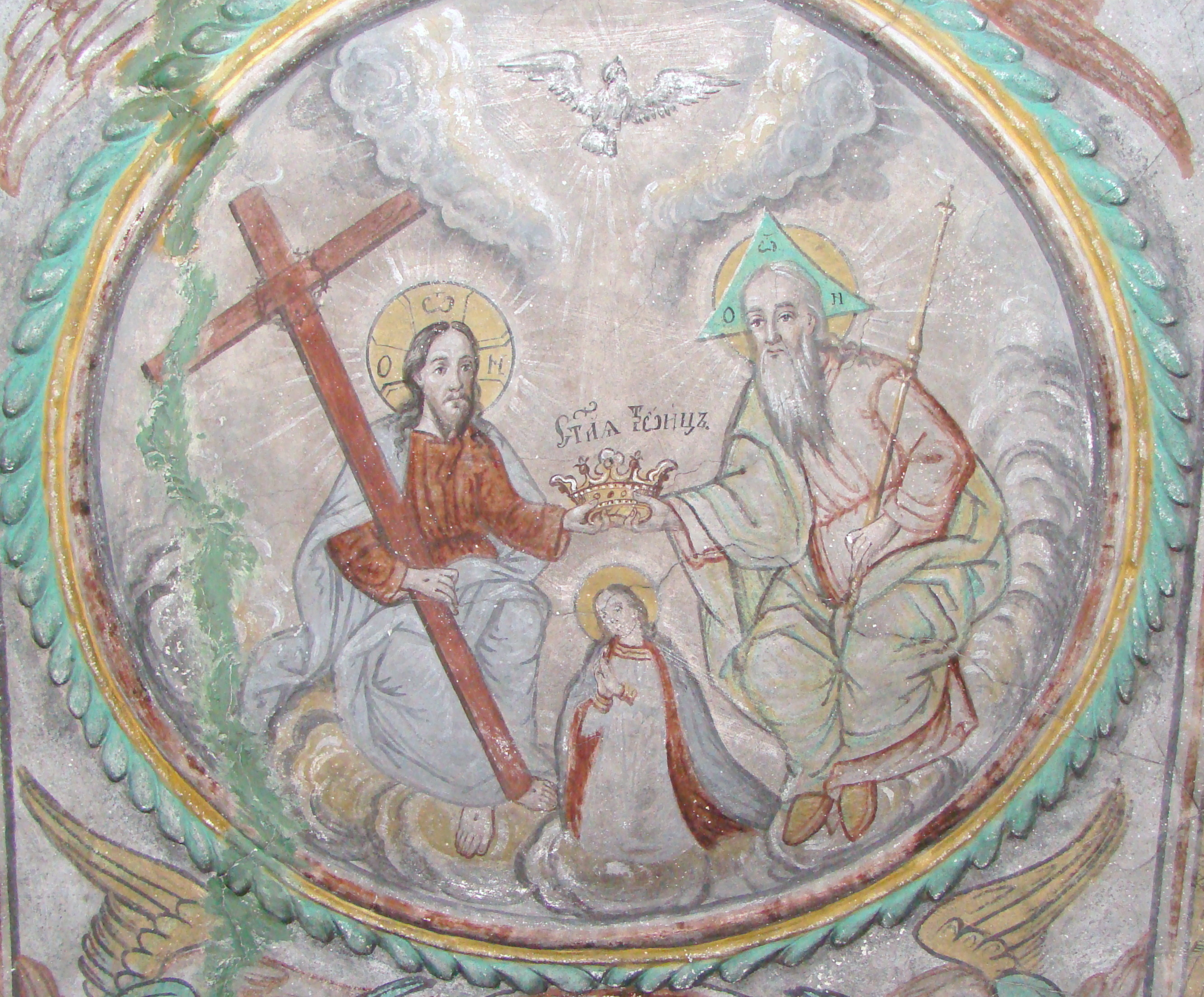
Sfânta Troiță

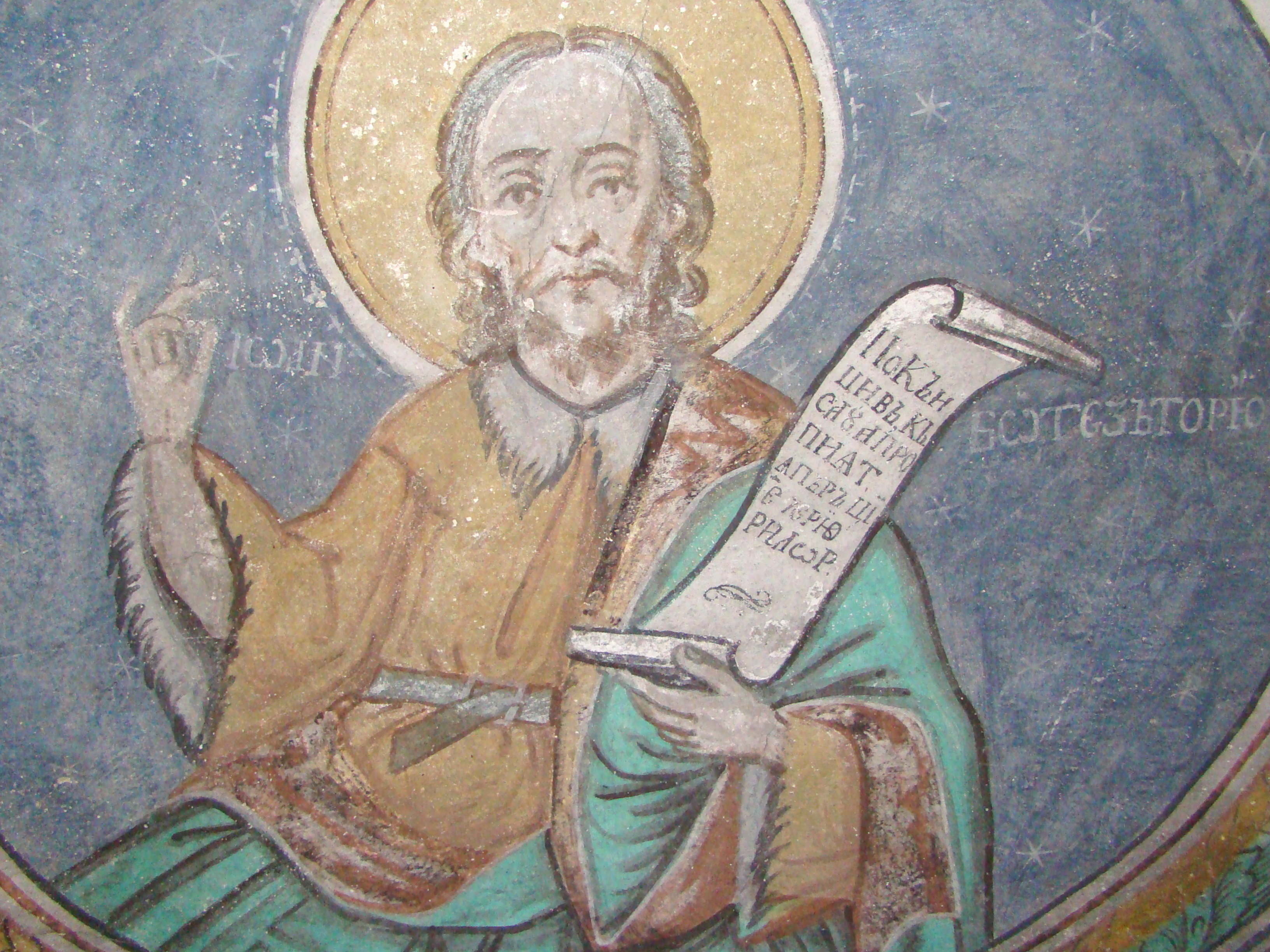
Ioan Botezătorul

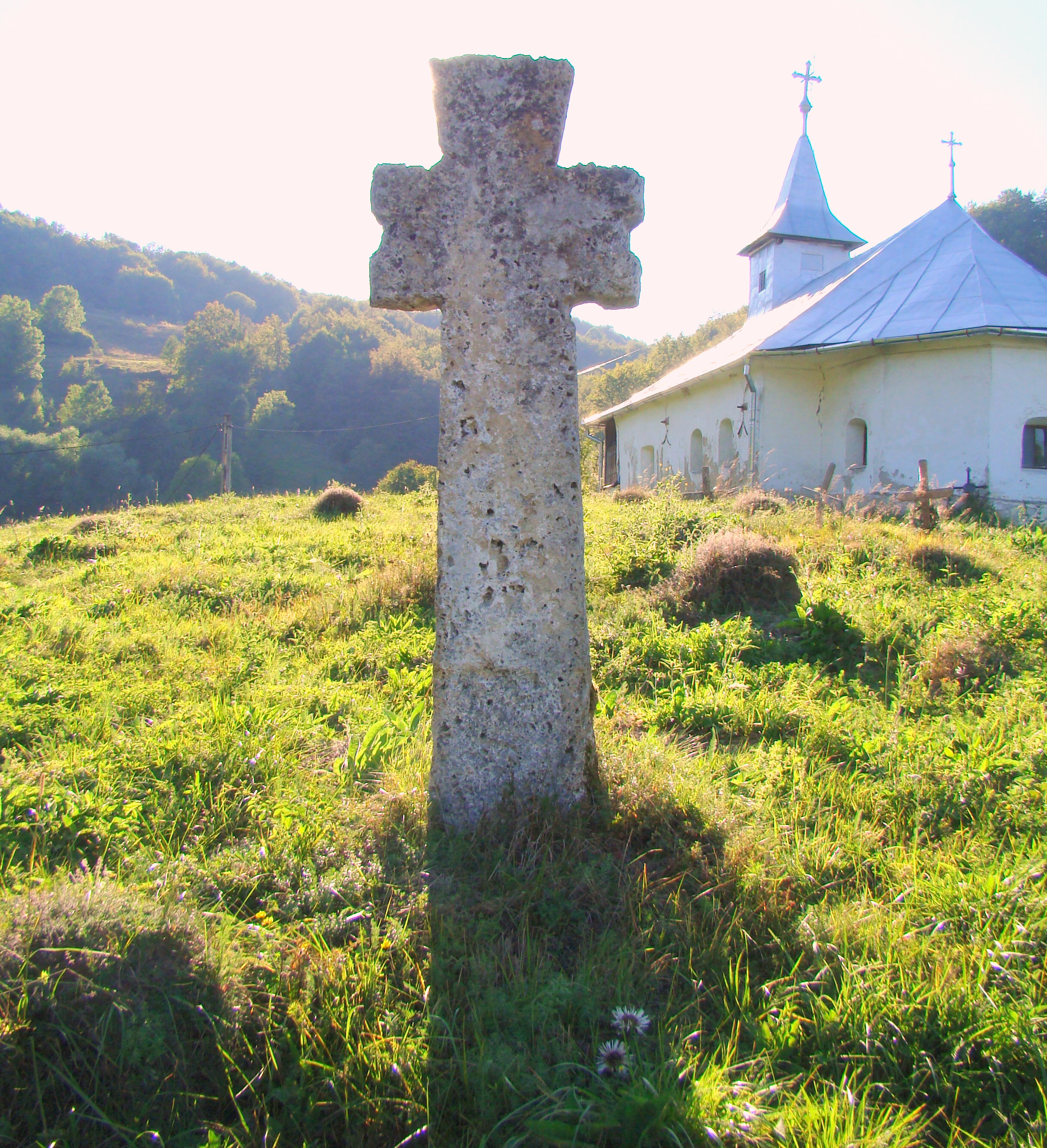
Crucea de piatră a bisericii

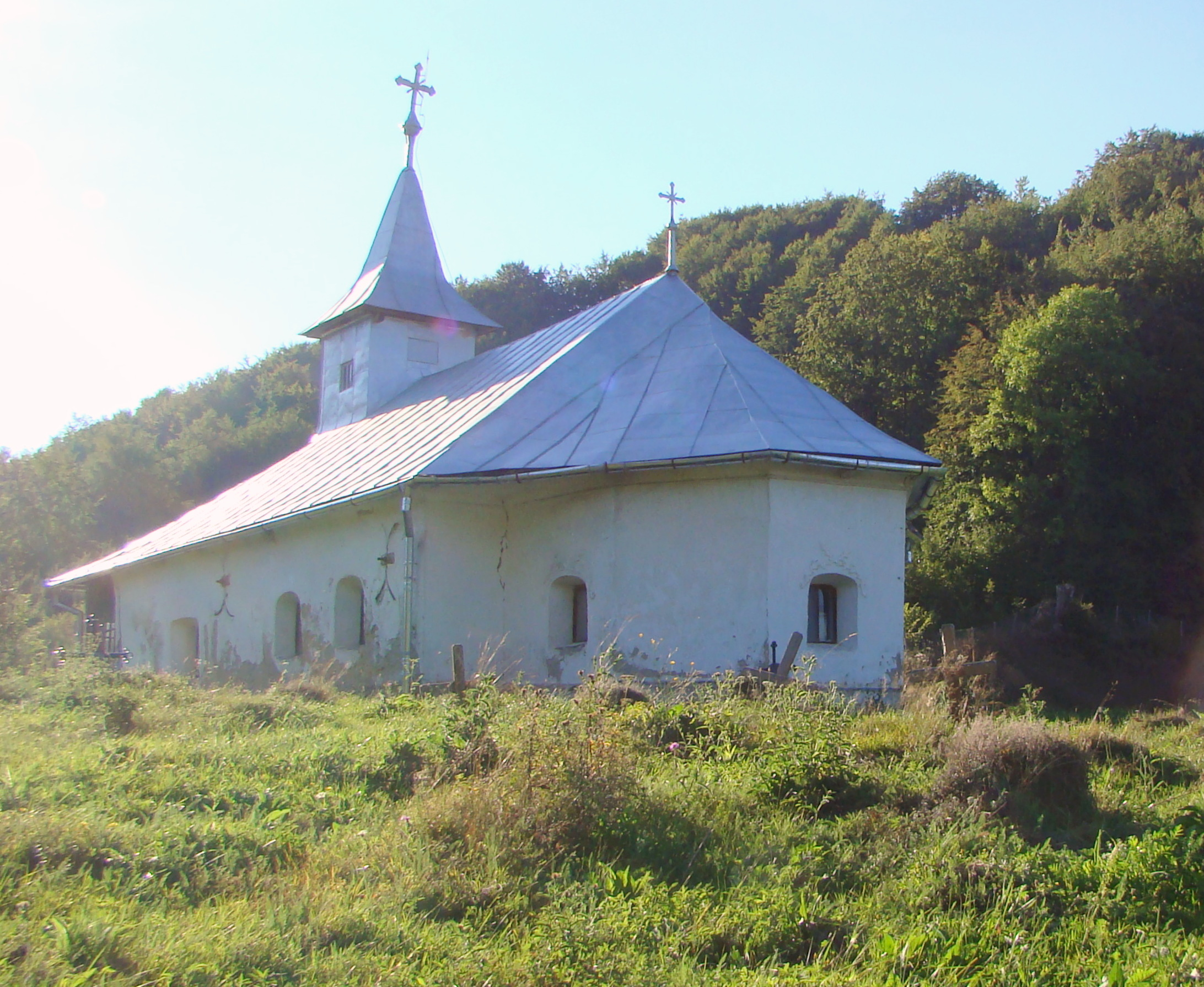
Biserica (sud-est)

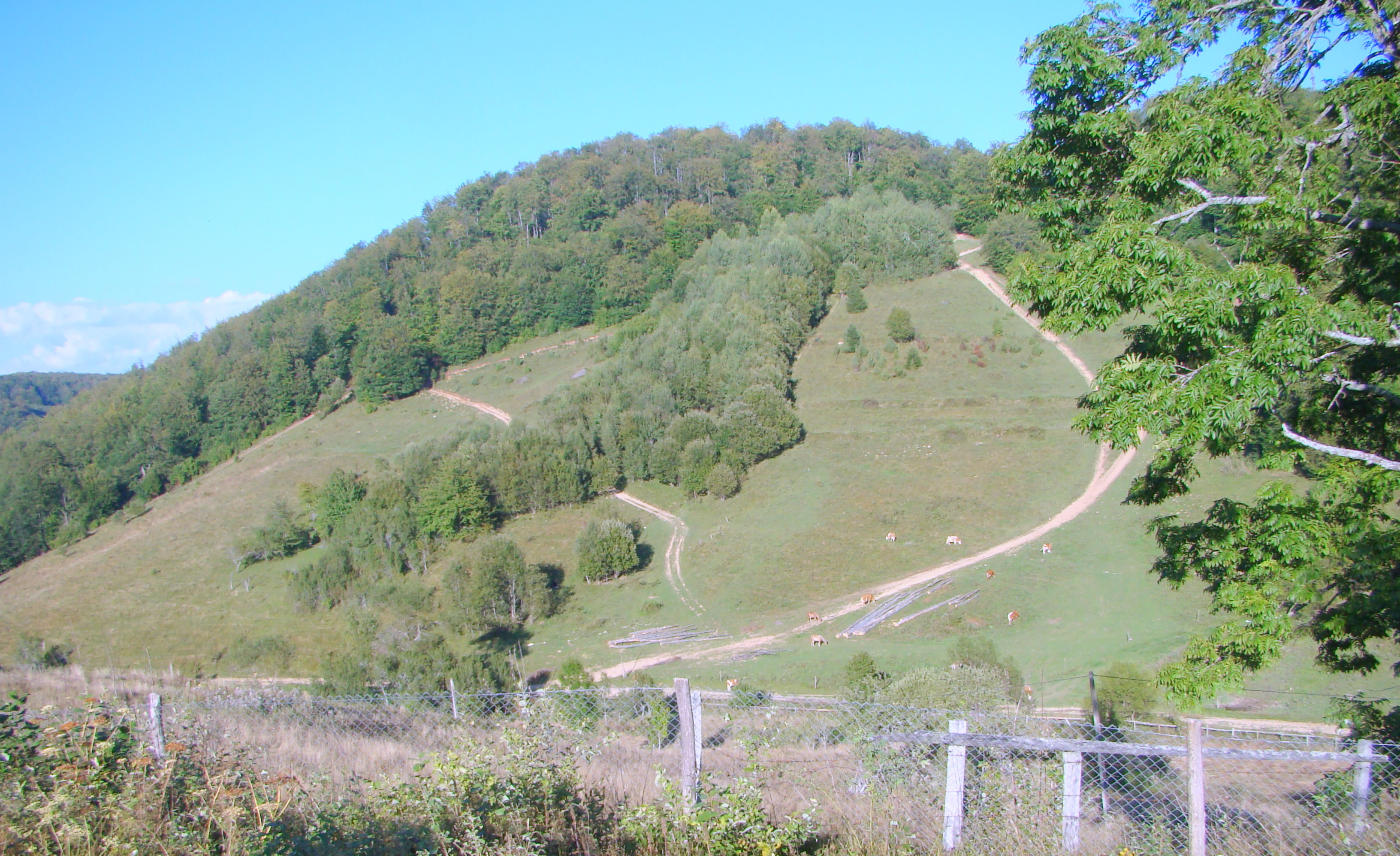
Împrejurimi

Biserica „Sfântul Dumitru” din Poieni, județul Alba, datează din secolul XVII.. Biserica se află pe noua listă a monumentelor istorice sub codul LMI 2010:  AB-II-m-B-00264

## Istoric și trăsături
Biserica din satul Poieni a fost ridicată între anii 1612-1615, ani scobiți în lemn în masa altarului, fiind una din cele mai vechi biserici românești din regiunea Munților Apuseni. Biserica a fost construită din piatră, pe o temelie tot din piatră, având formă de navă. Este tencuită atât în interior, cât și în exterior. Pictura, de o bună calitate artistică, s-a păstrat doar pe alocuri. Numele pictorului este necunoscut, iar anul realizării picturii este 1764, an trecut în partea dreaptă a iconostasului. Lucrări importante de reparații au avut loc între anii 1963-1965, când biserica a suferit o transformare radicală. Lucrările au fost realizate de meșterul Nicolae David, epitropul bisericii, ajutat de credincioși. Tot atunci a fost înlăturat  acoperișul de șindrilă, biserica și turnul fiind acoperite cu tablă.
Biserica este puțin cunoscută specialiștilor și publicului larg, datorită izolării: satul Poieni nu mai are nici un locuitor, iar drumul de legătură cu centrul comunal Vidra este practicabil doar pentru mașini de teren și numai în perioadele uscate ale anului. În biserică se mai slujește doar o singură dată pe an, de hramul bisericii: „Sfântul Mare Mucenic Dimitrie, izvorâtorul de Mir”.

## Imagini din exterior

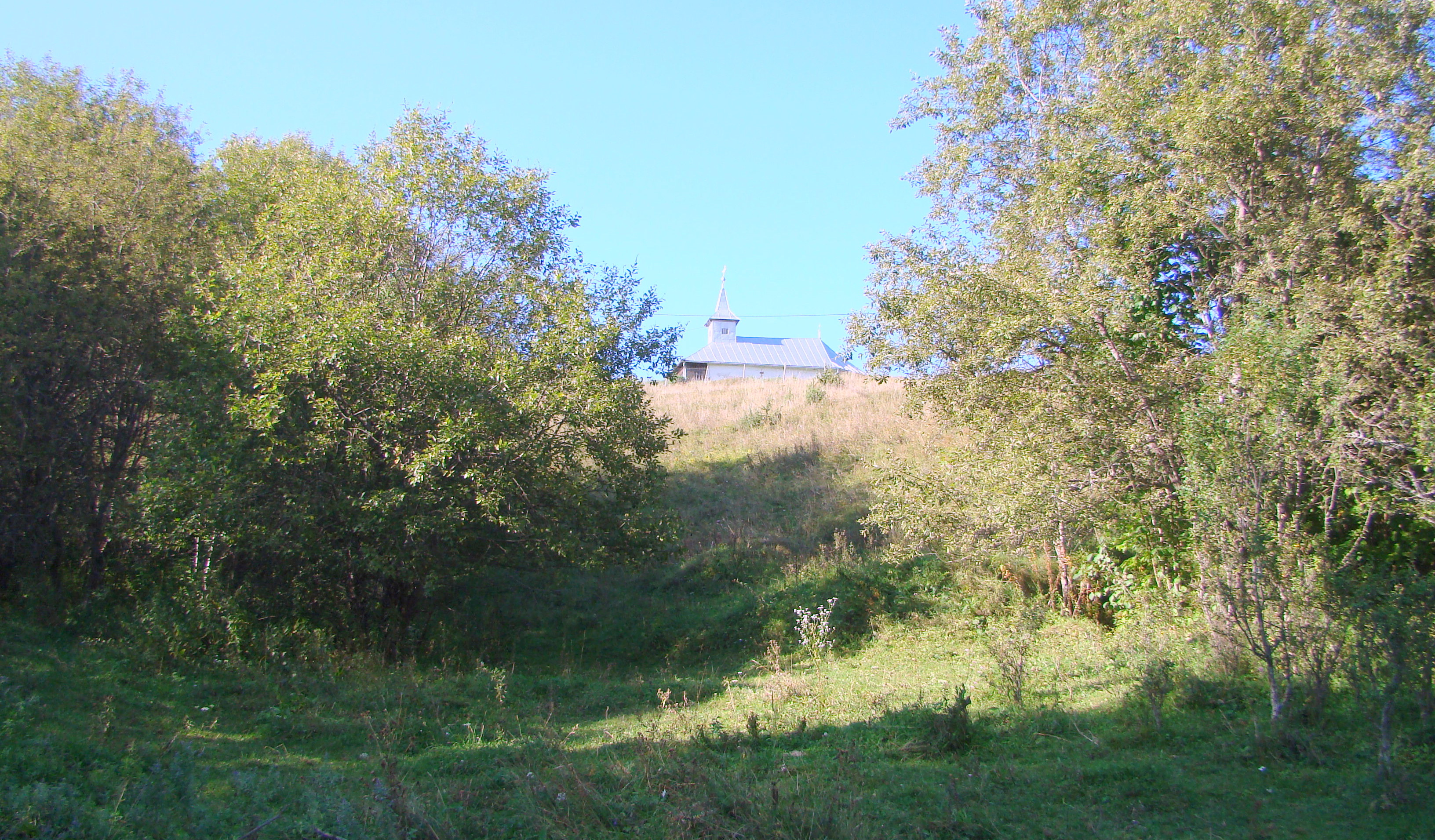
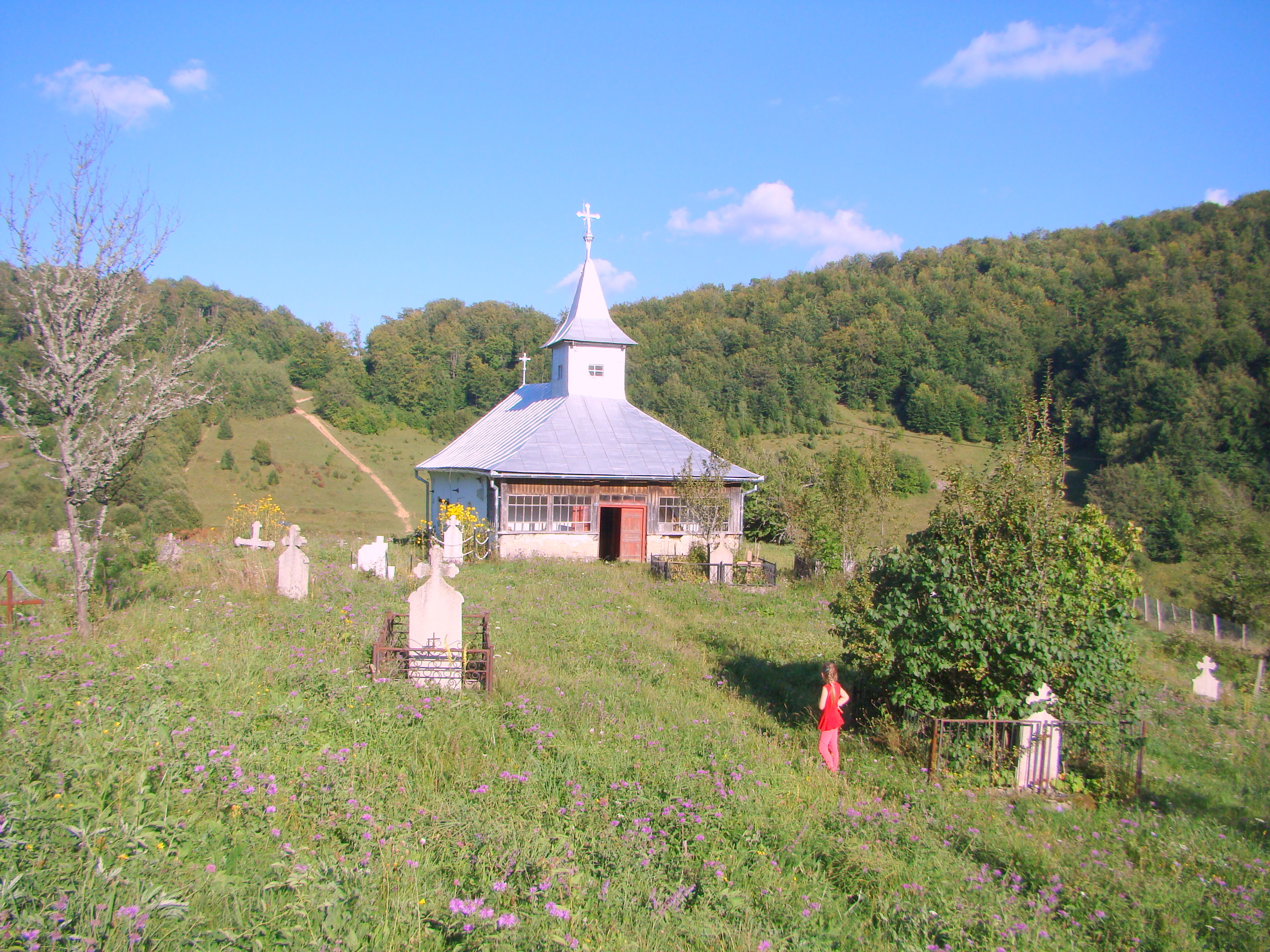
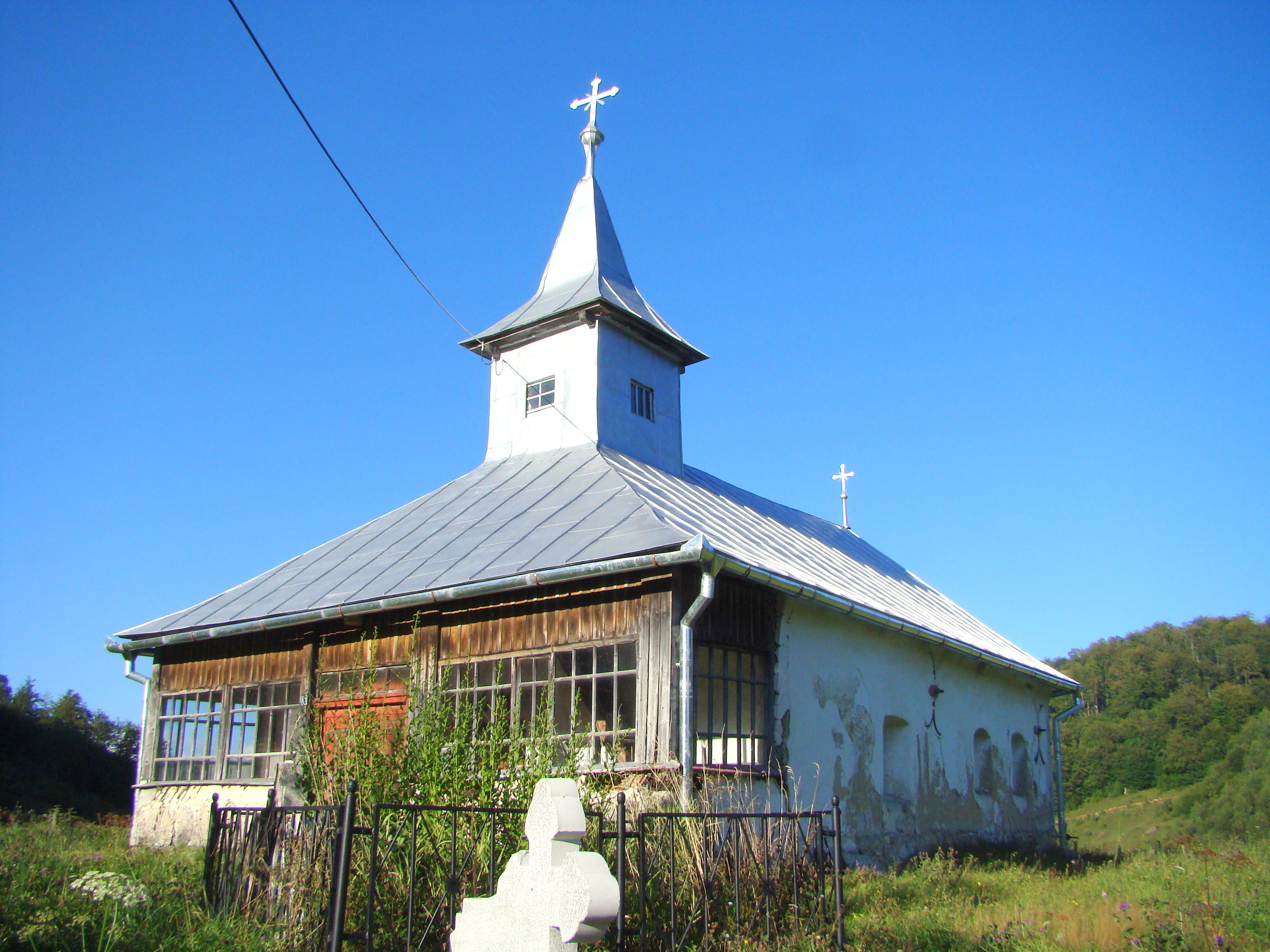
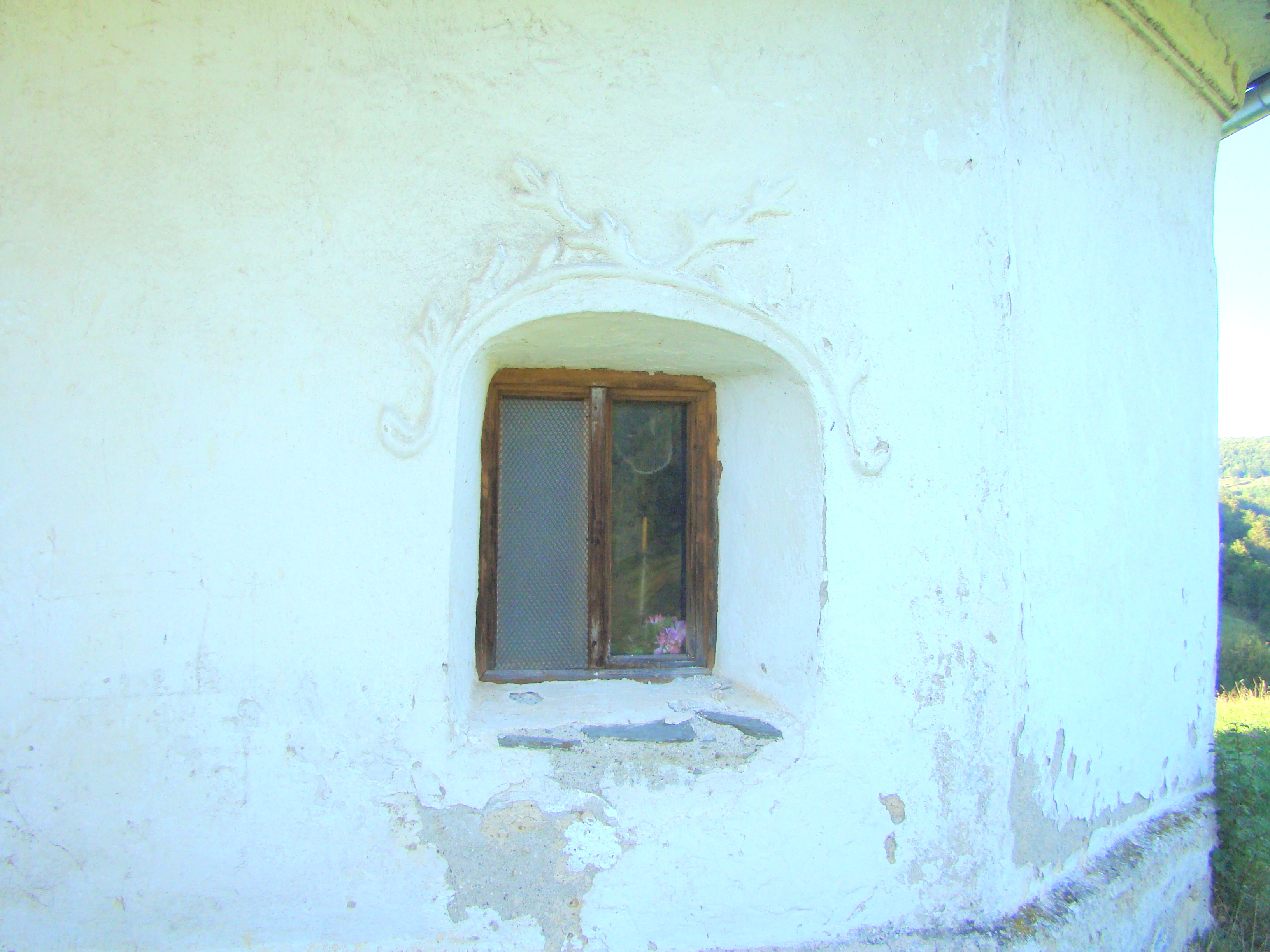
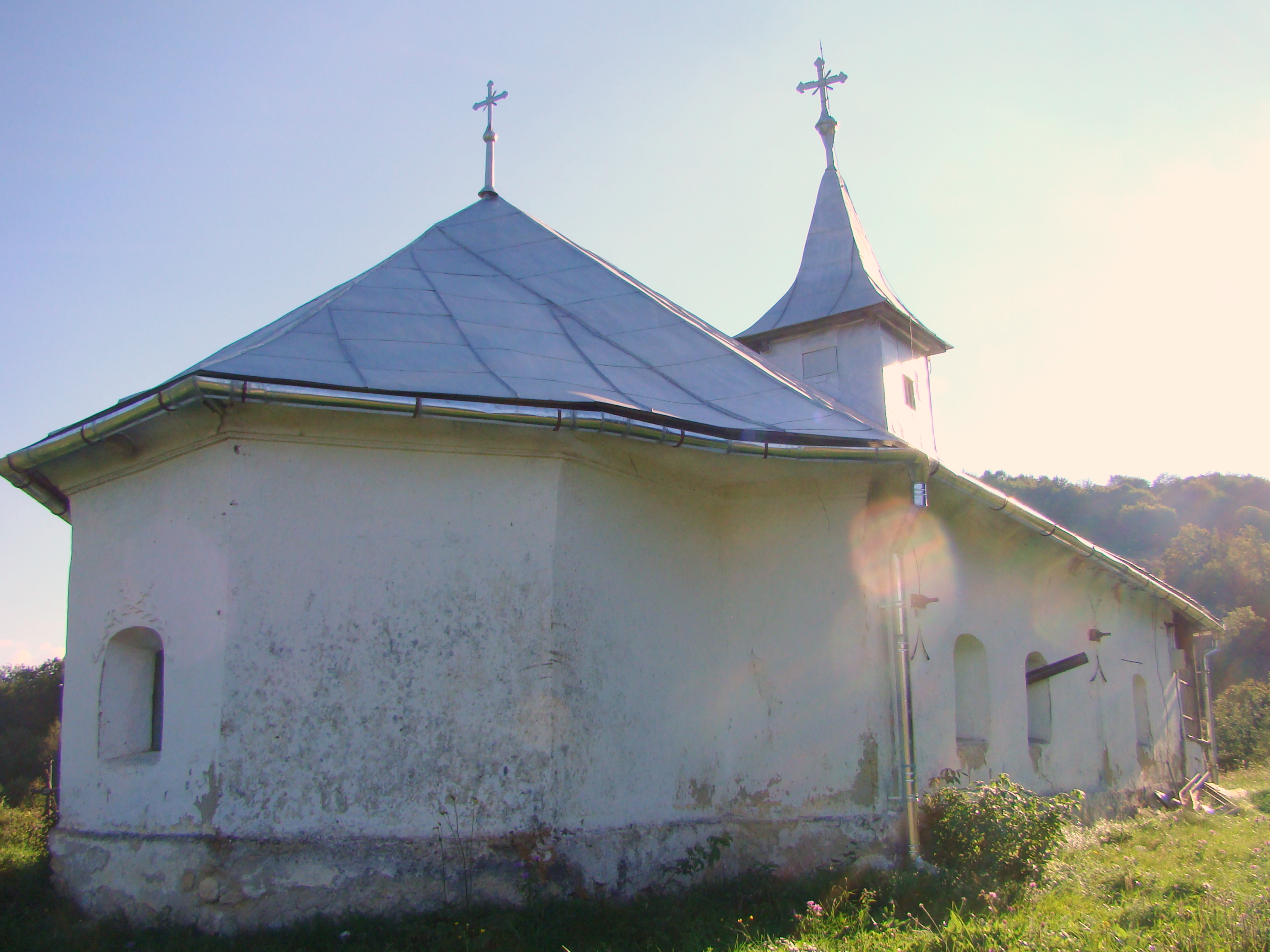
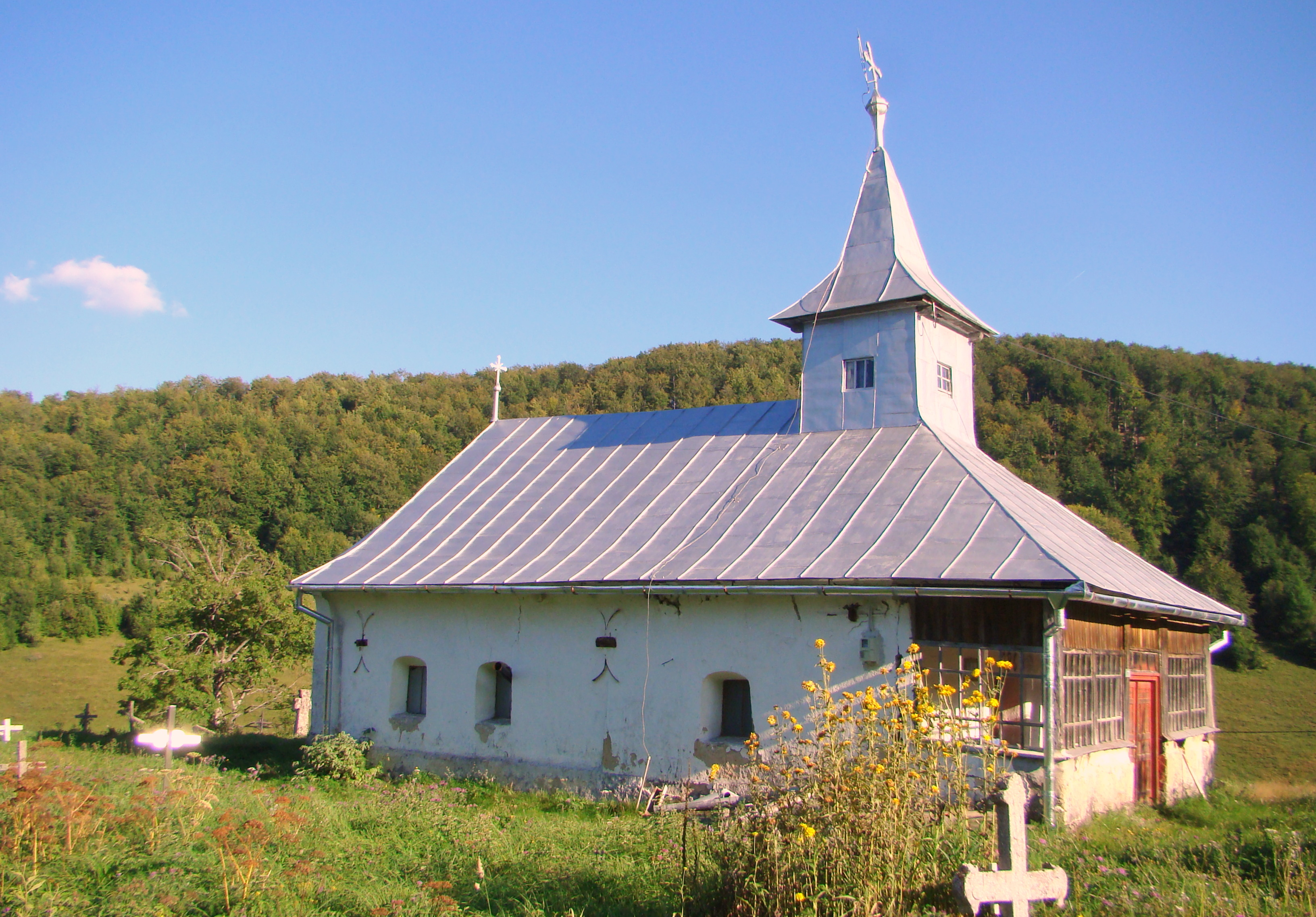
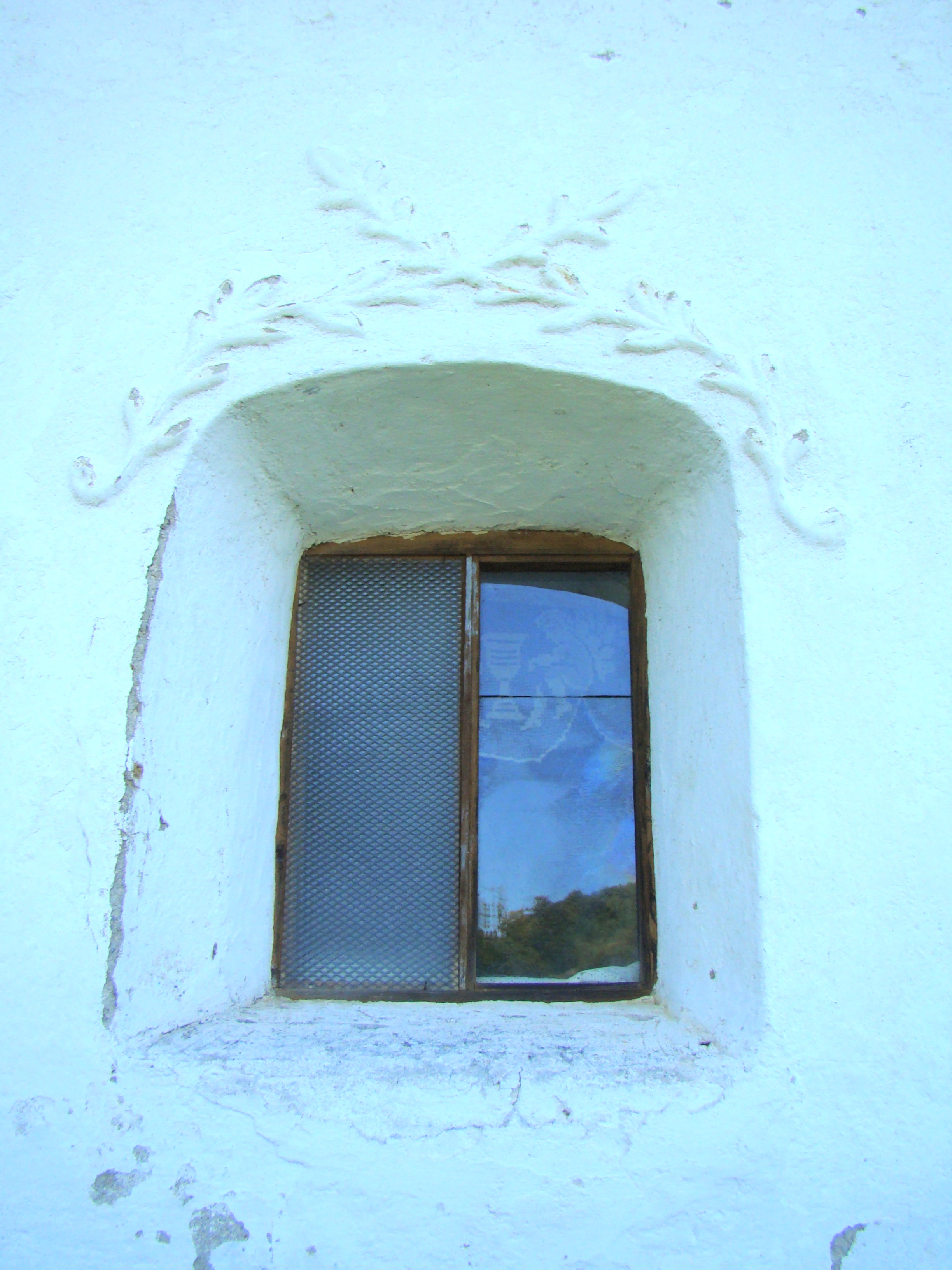
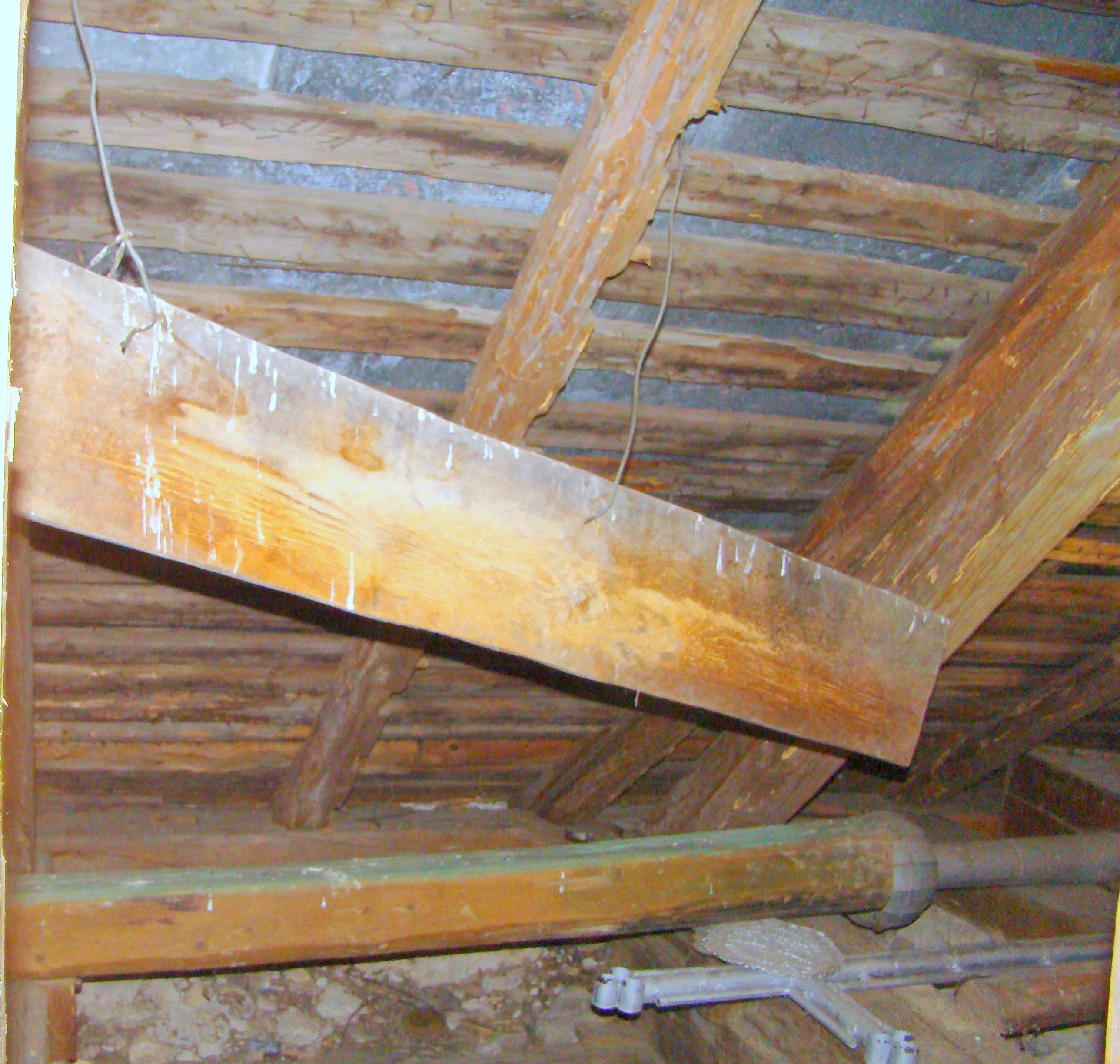
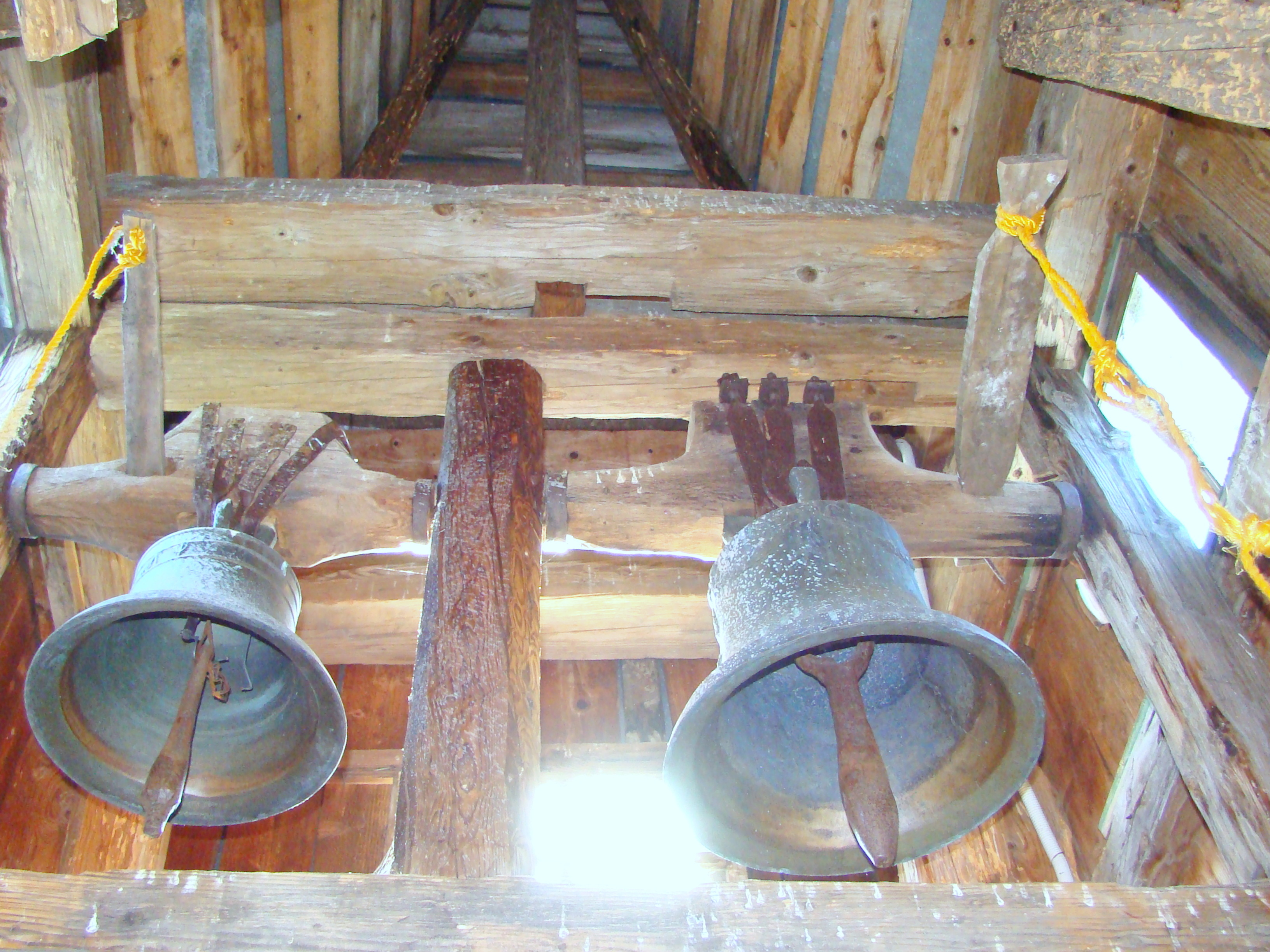
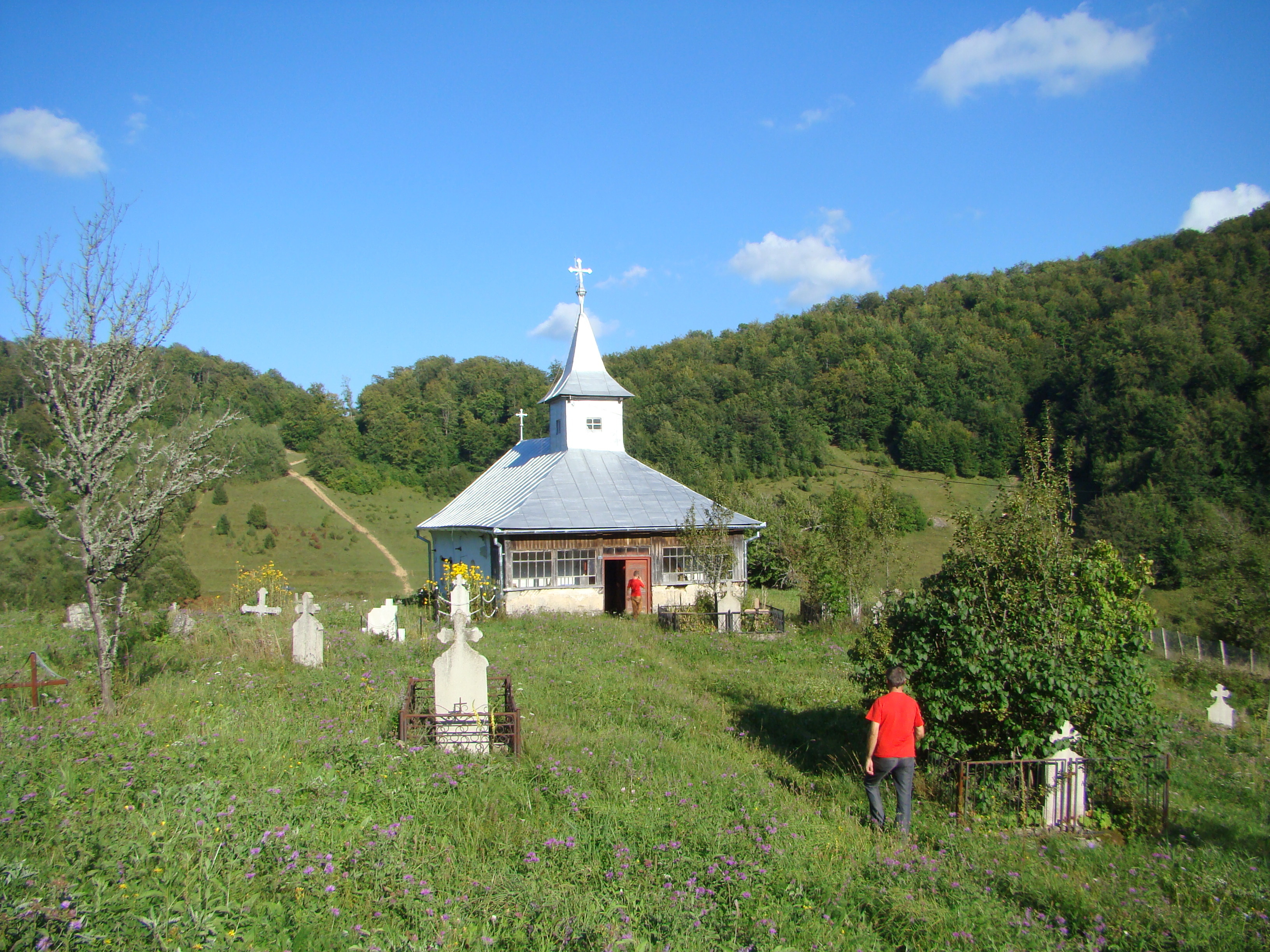

## Imagini din interior

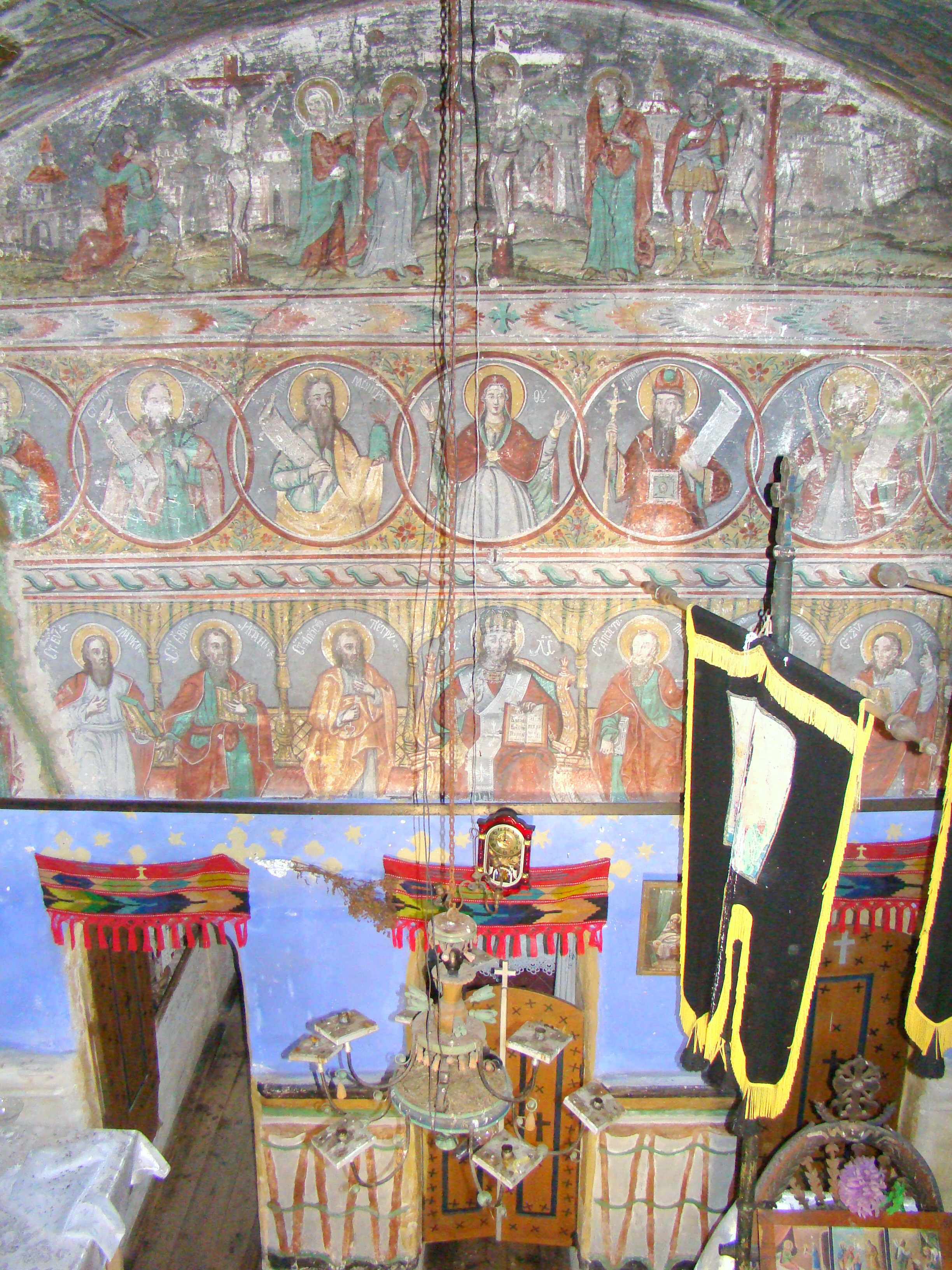
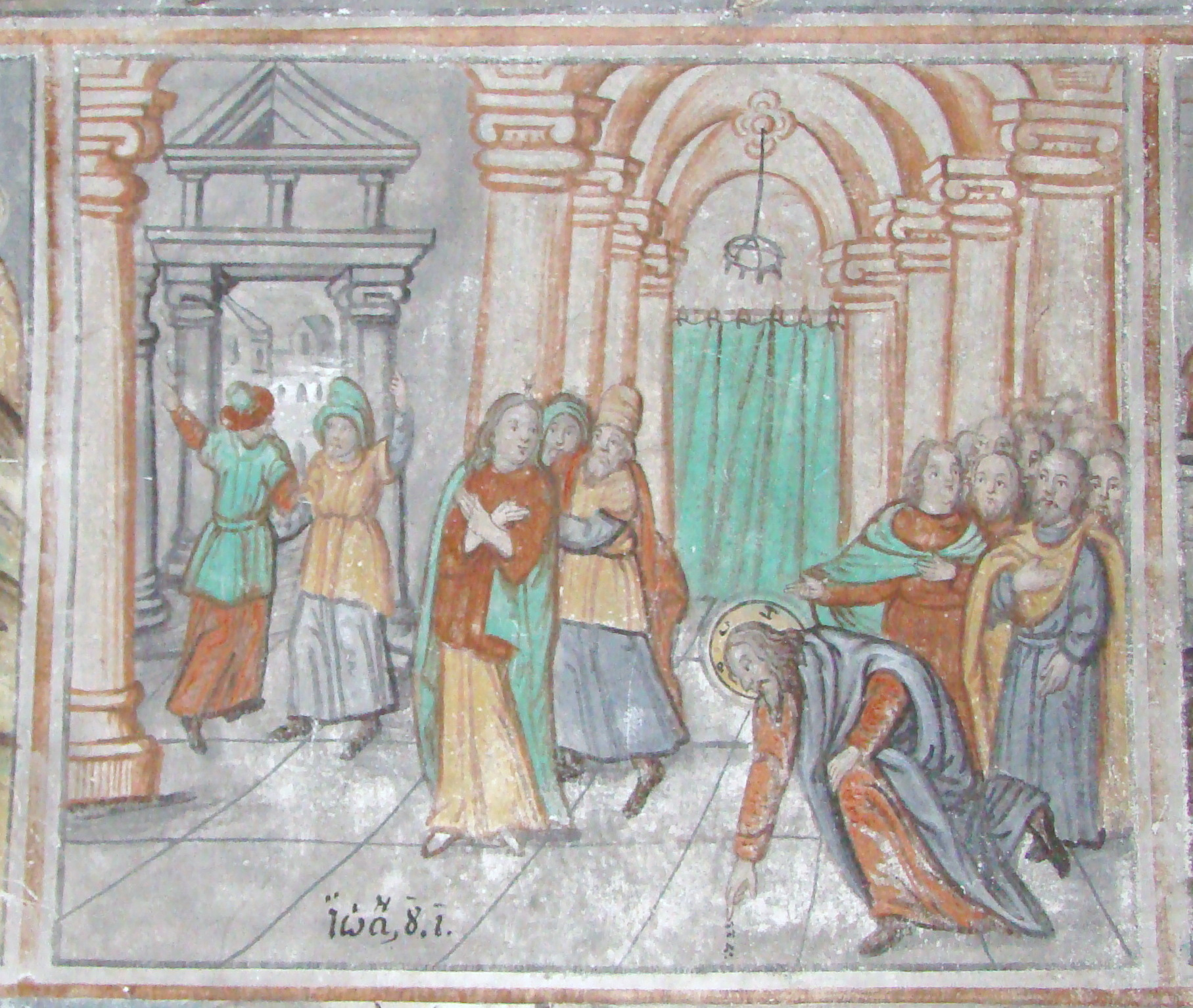
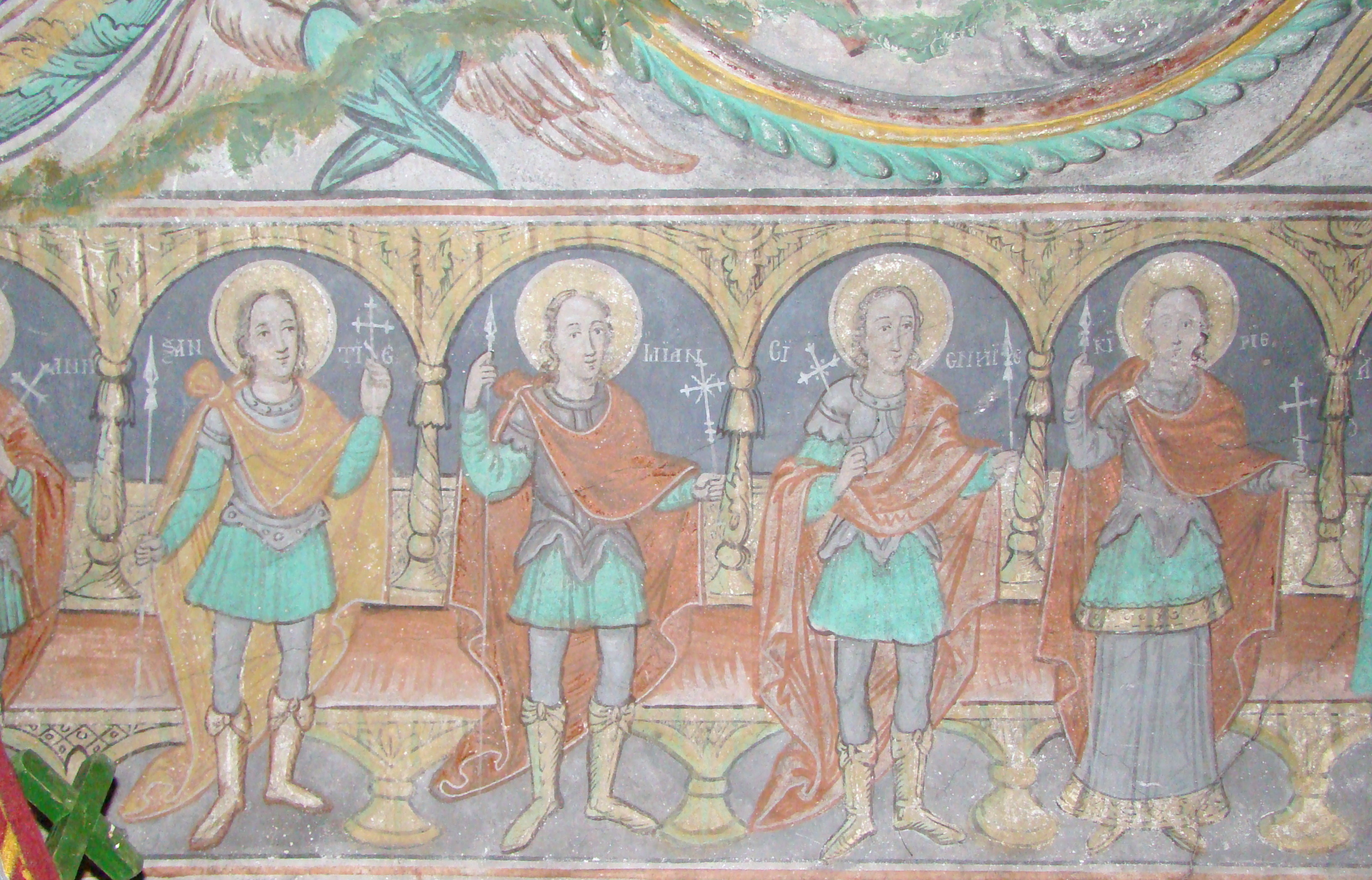
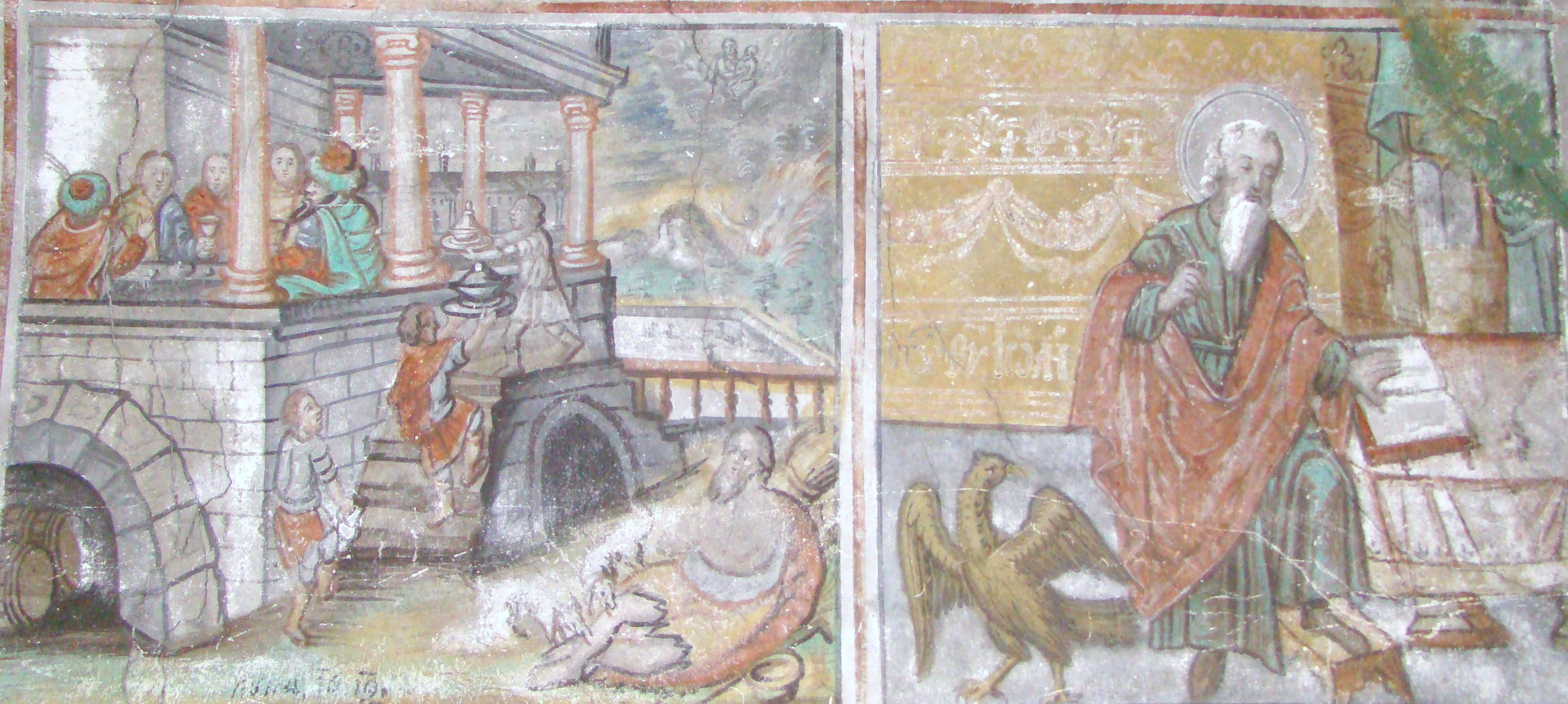
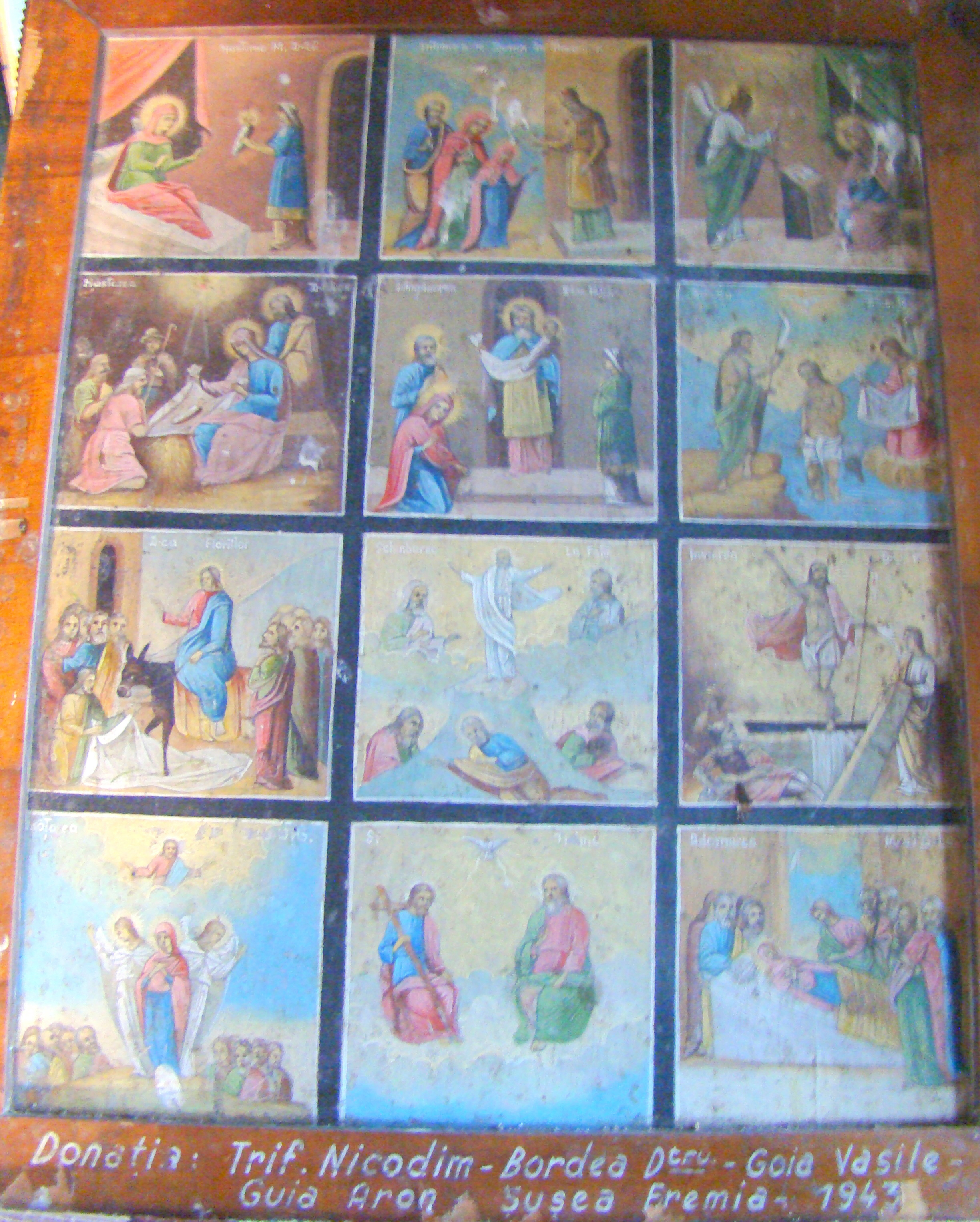
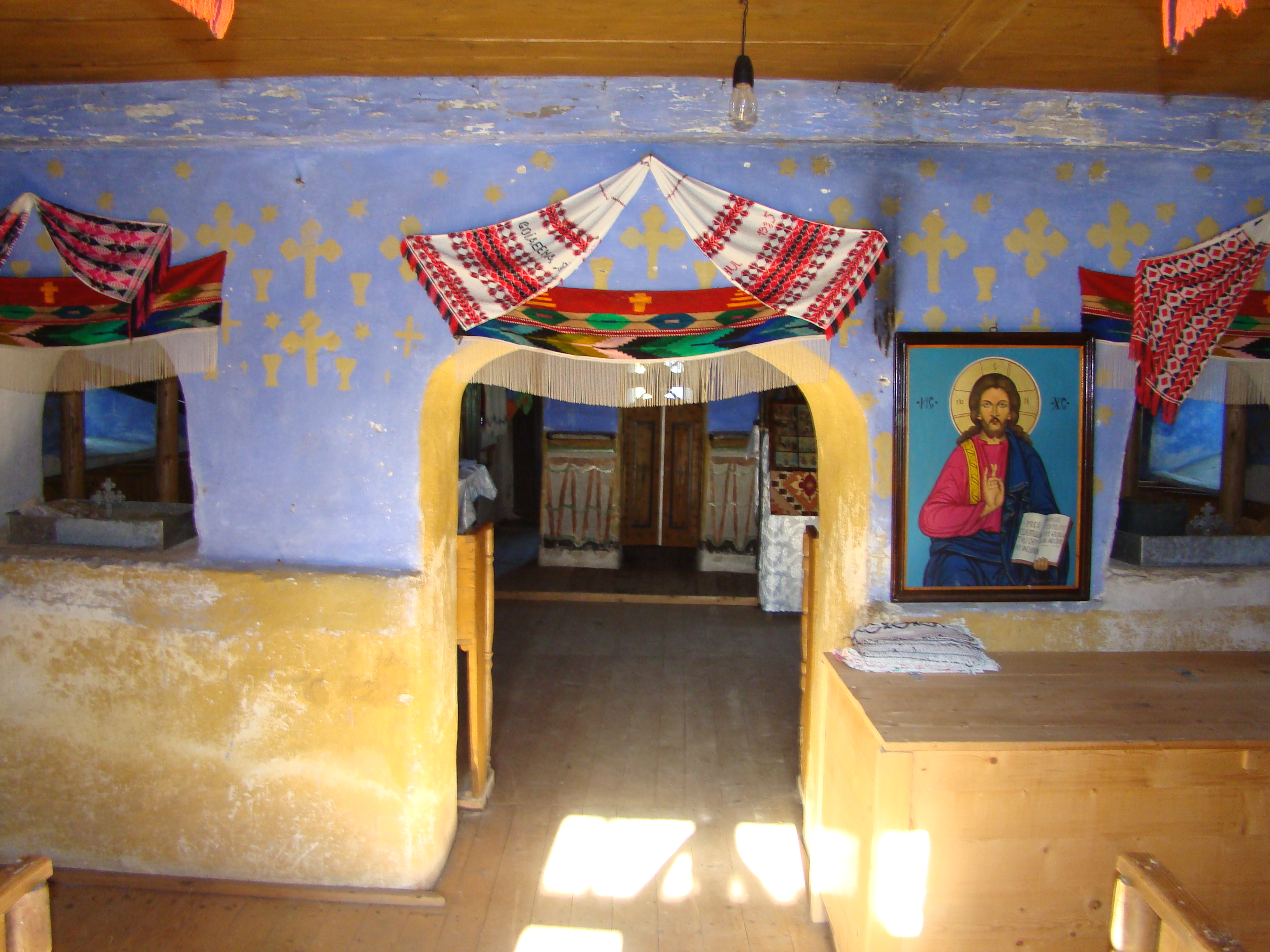
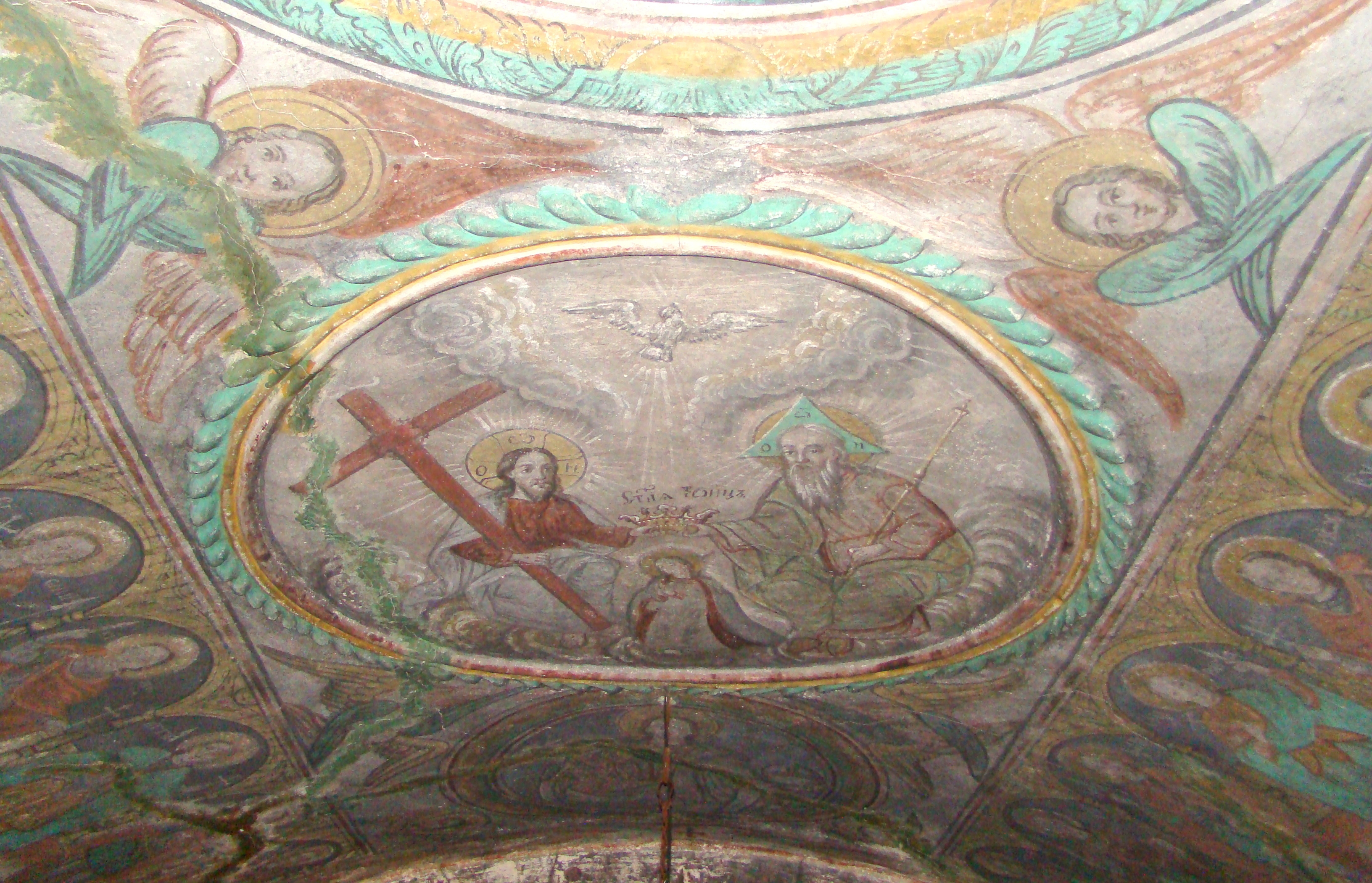
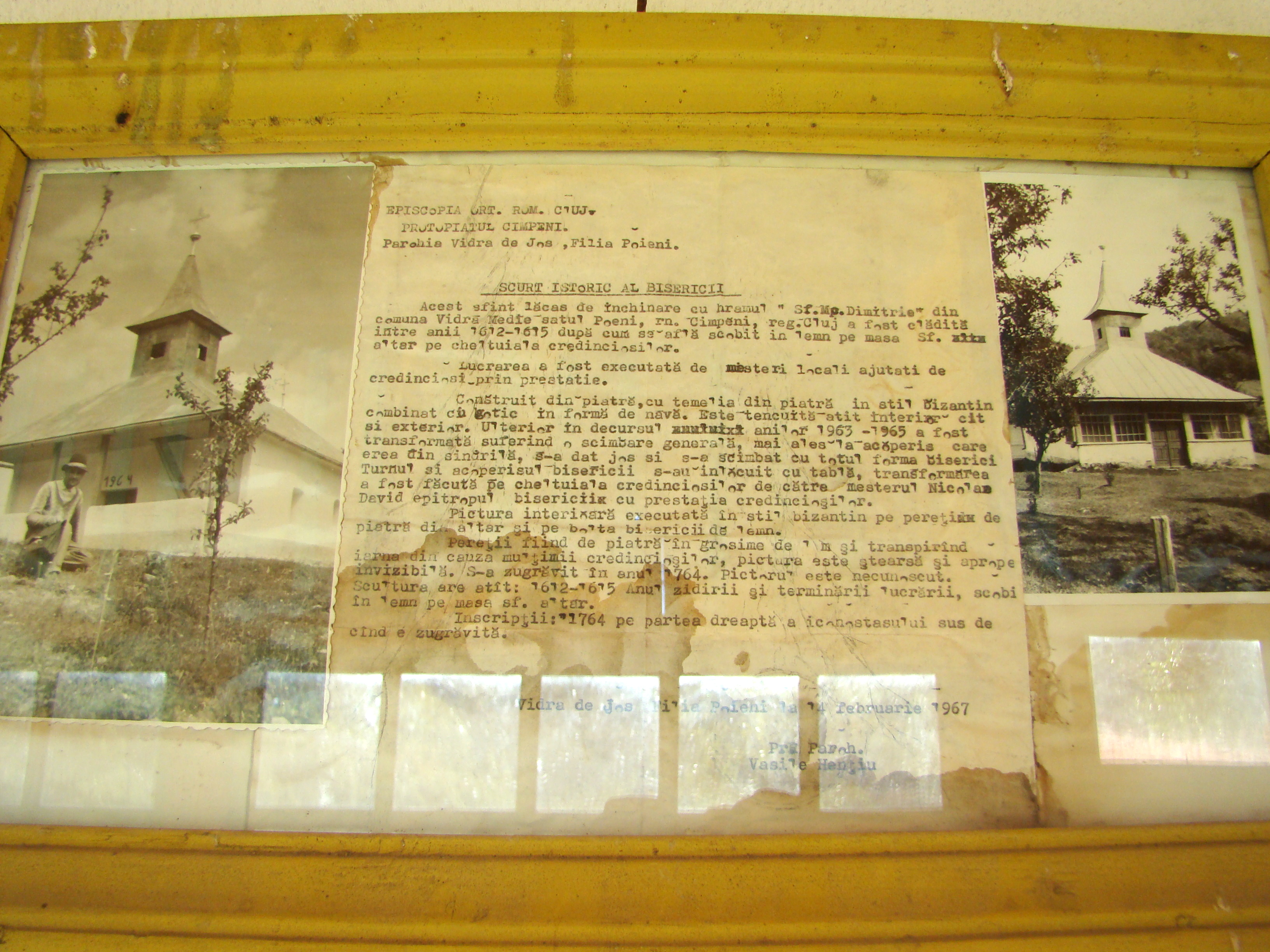
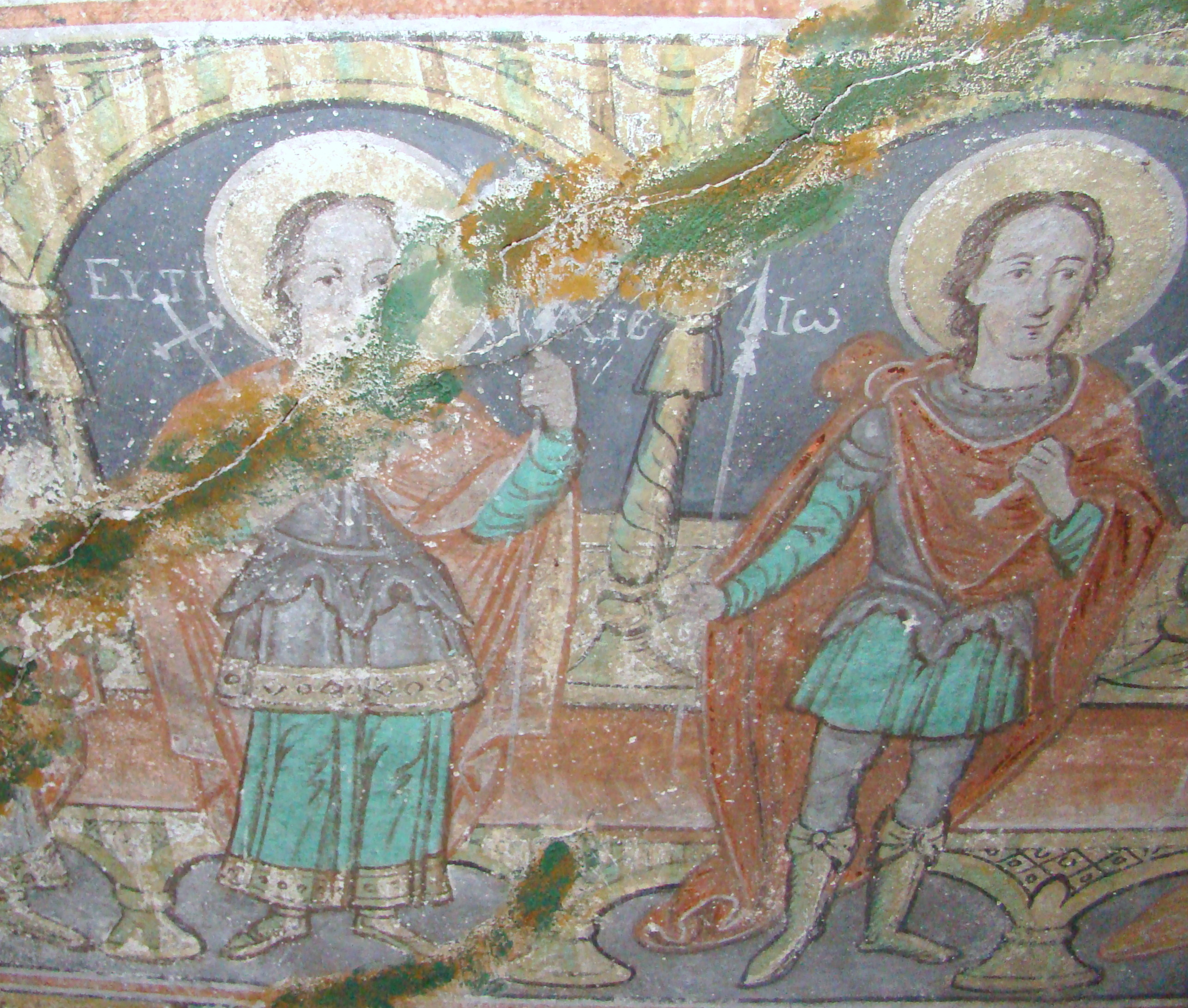
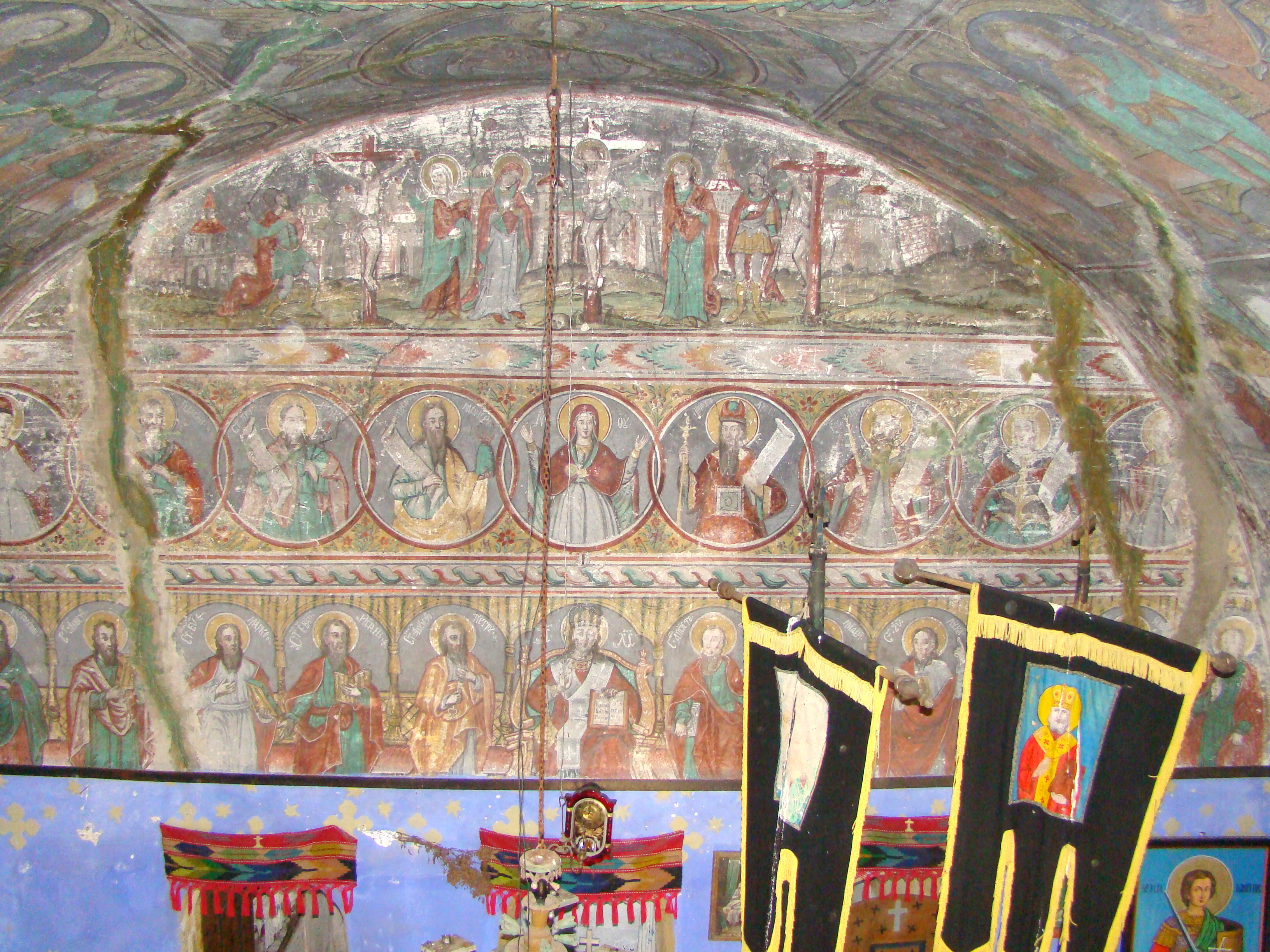
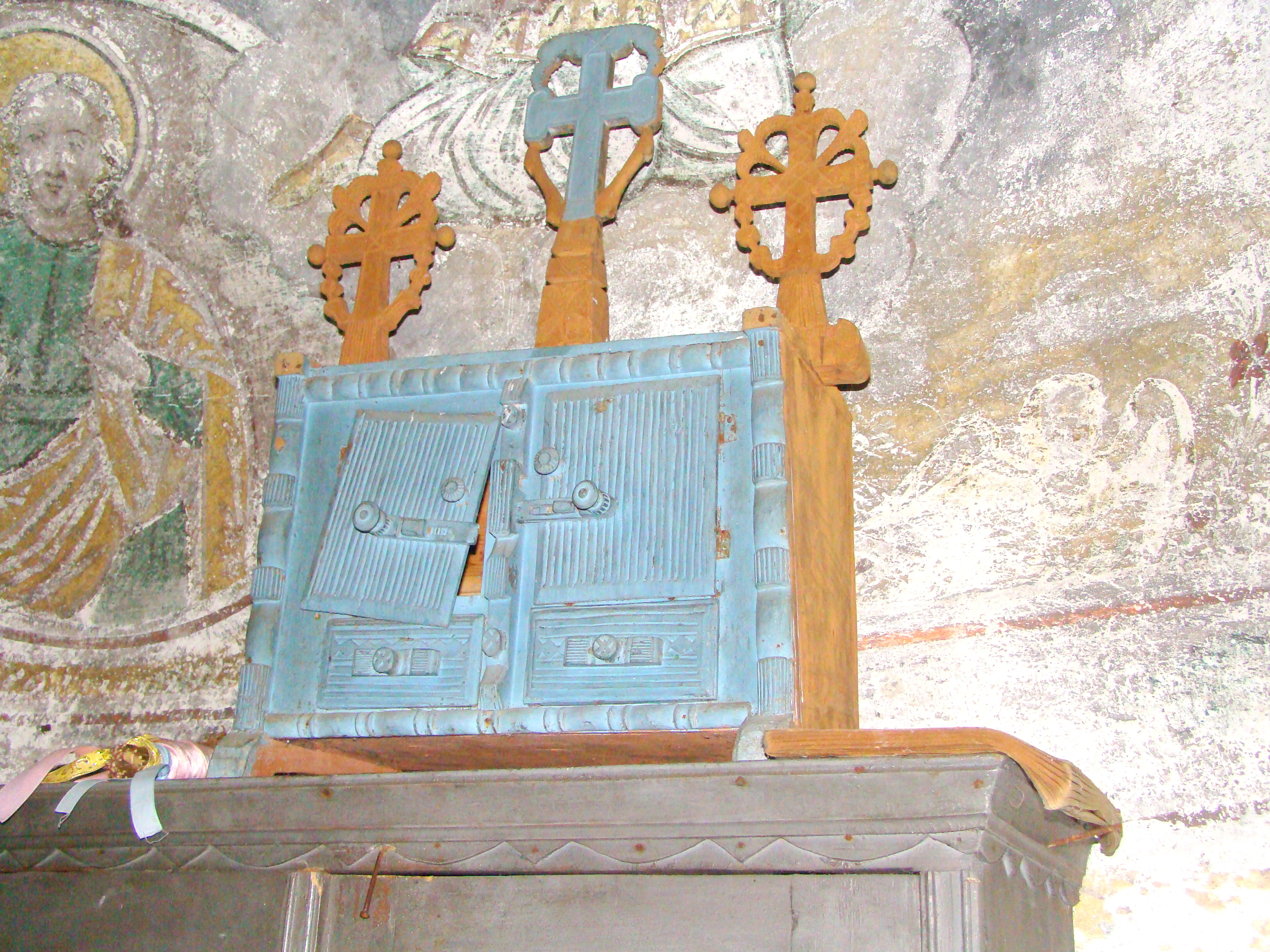
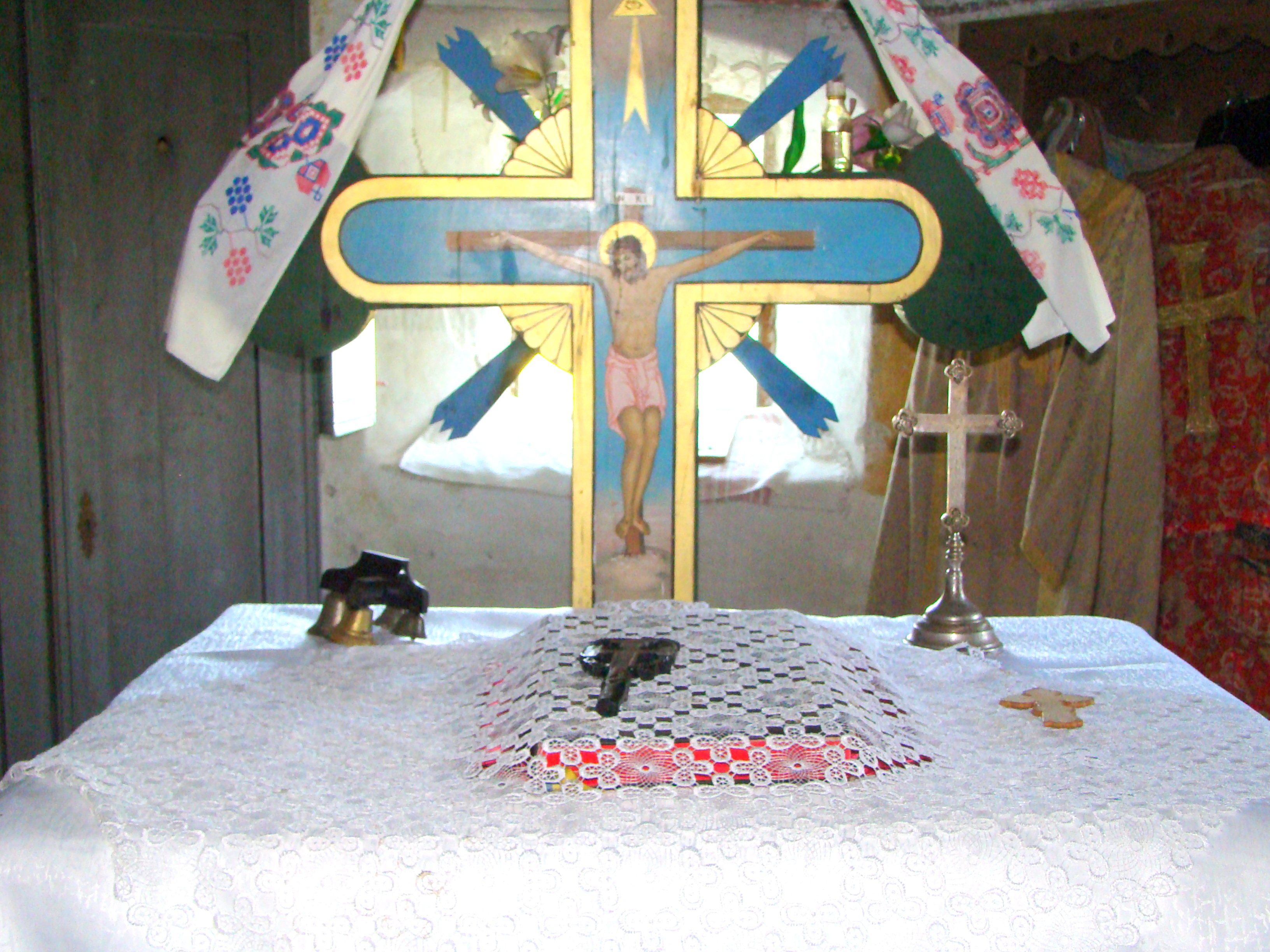
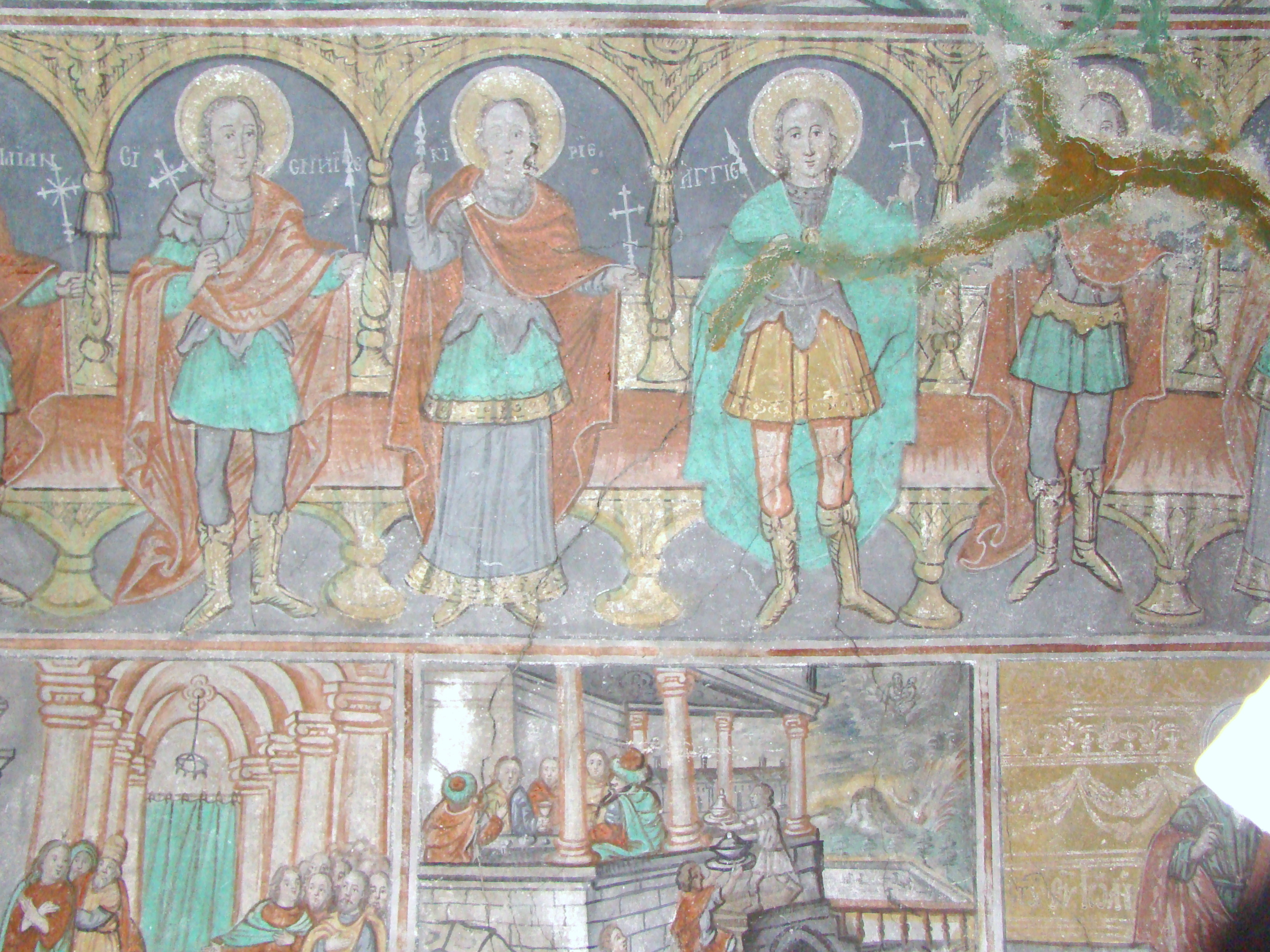
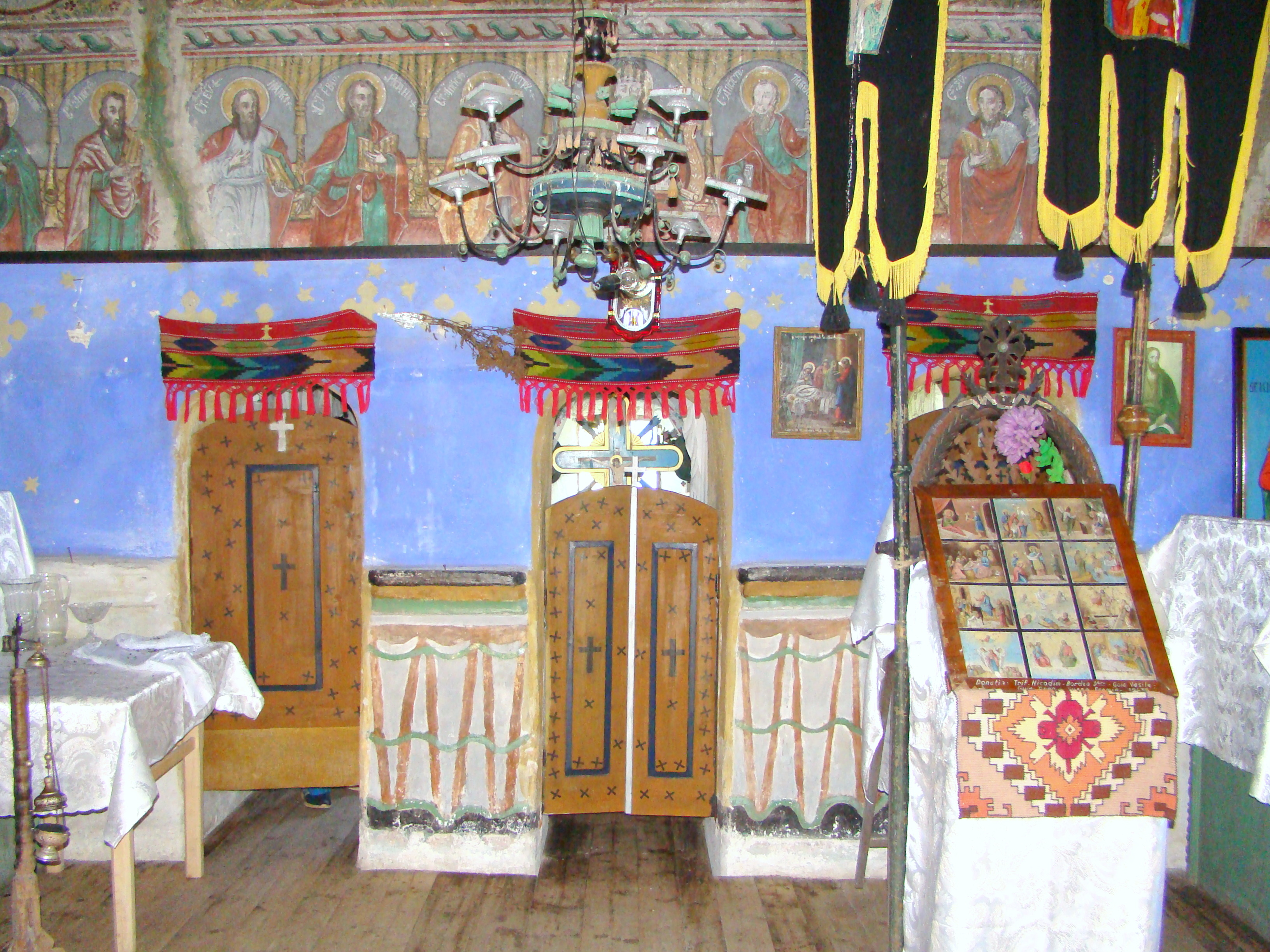
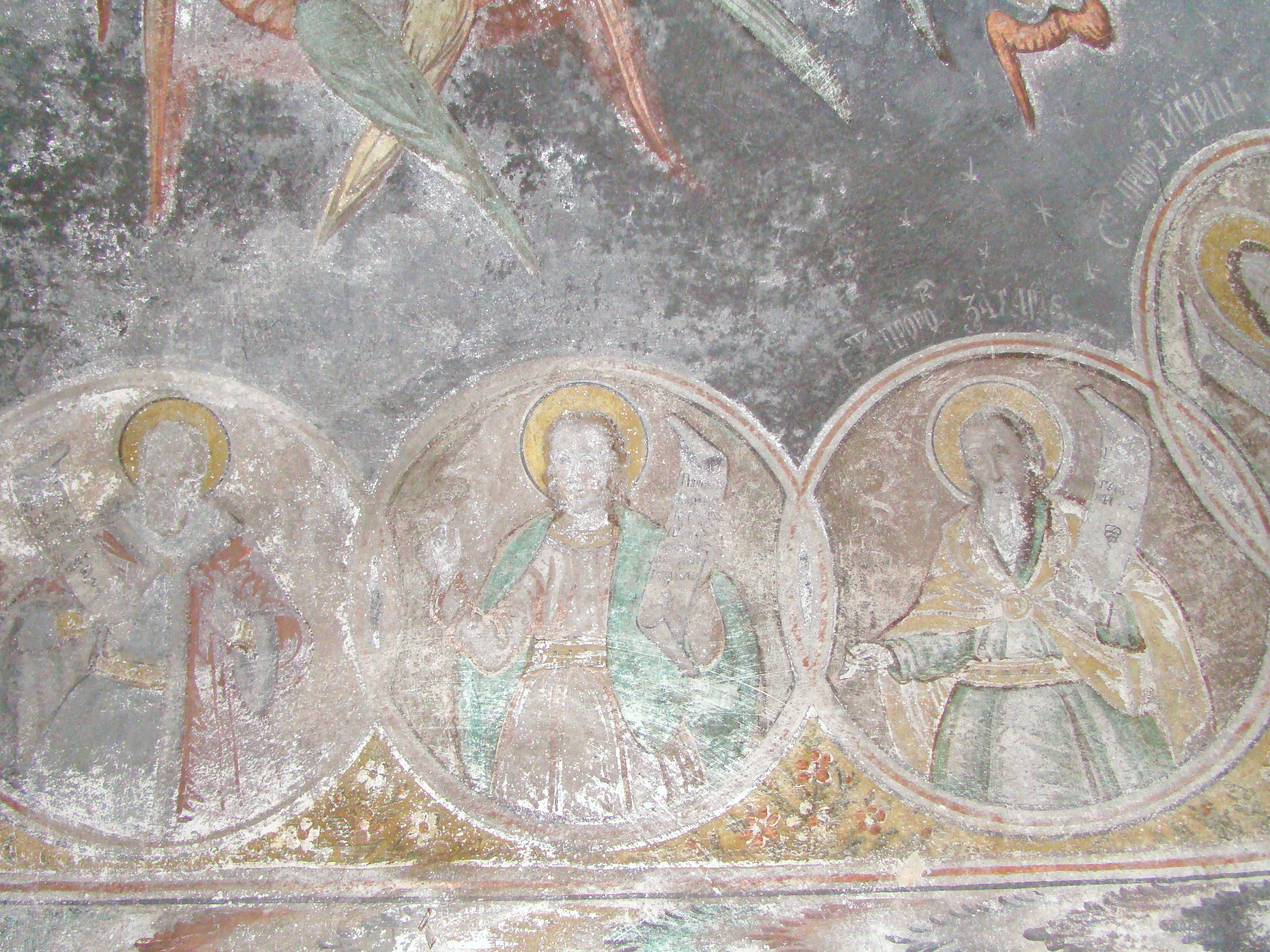
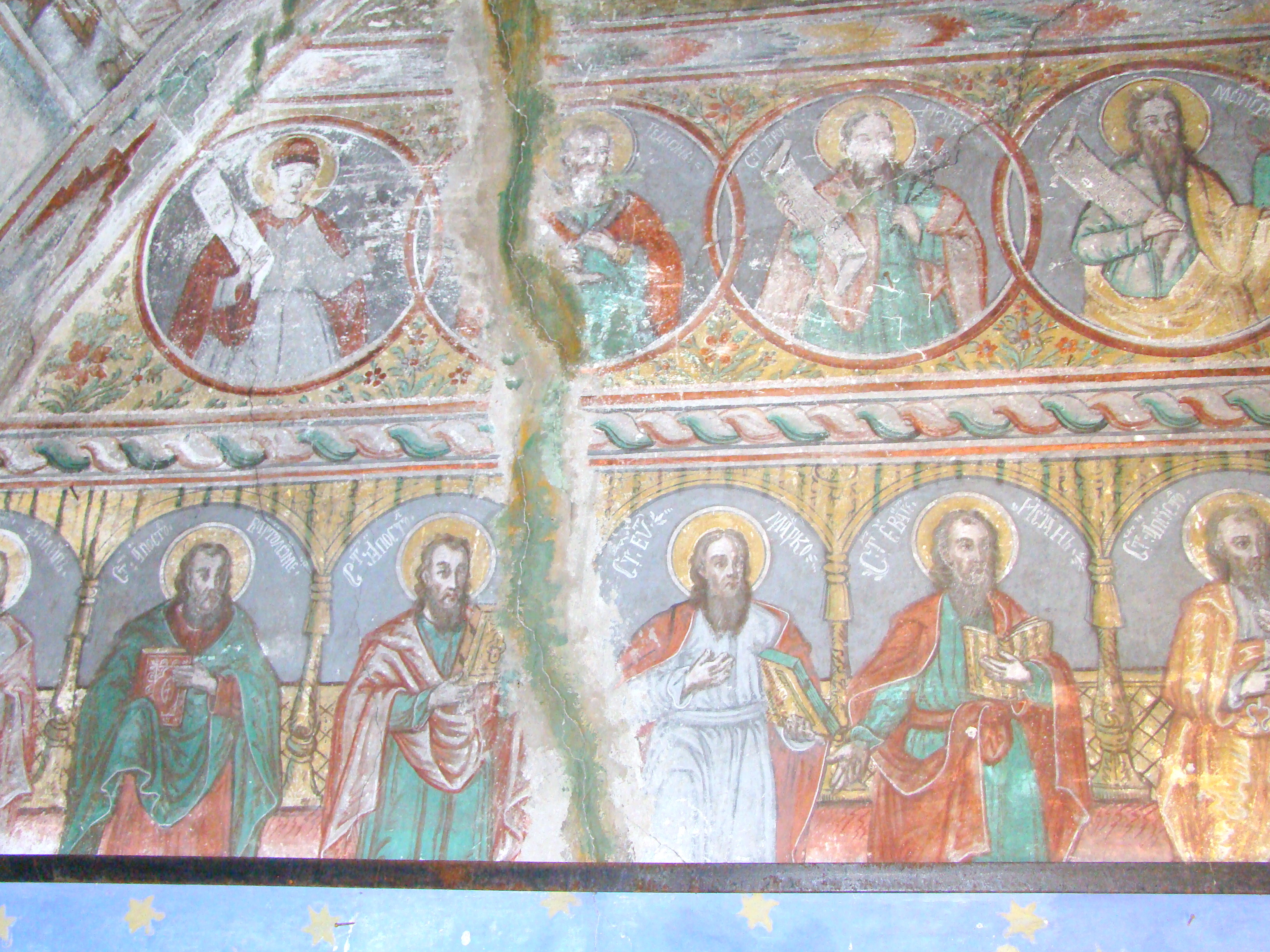
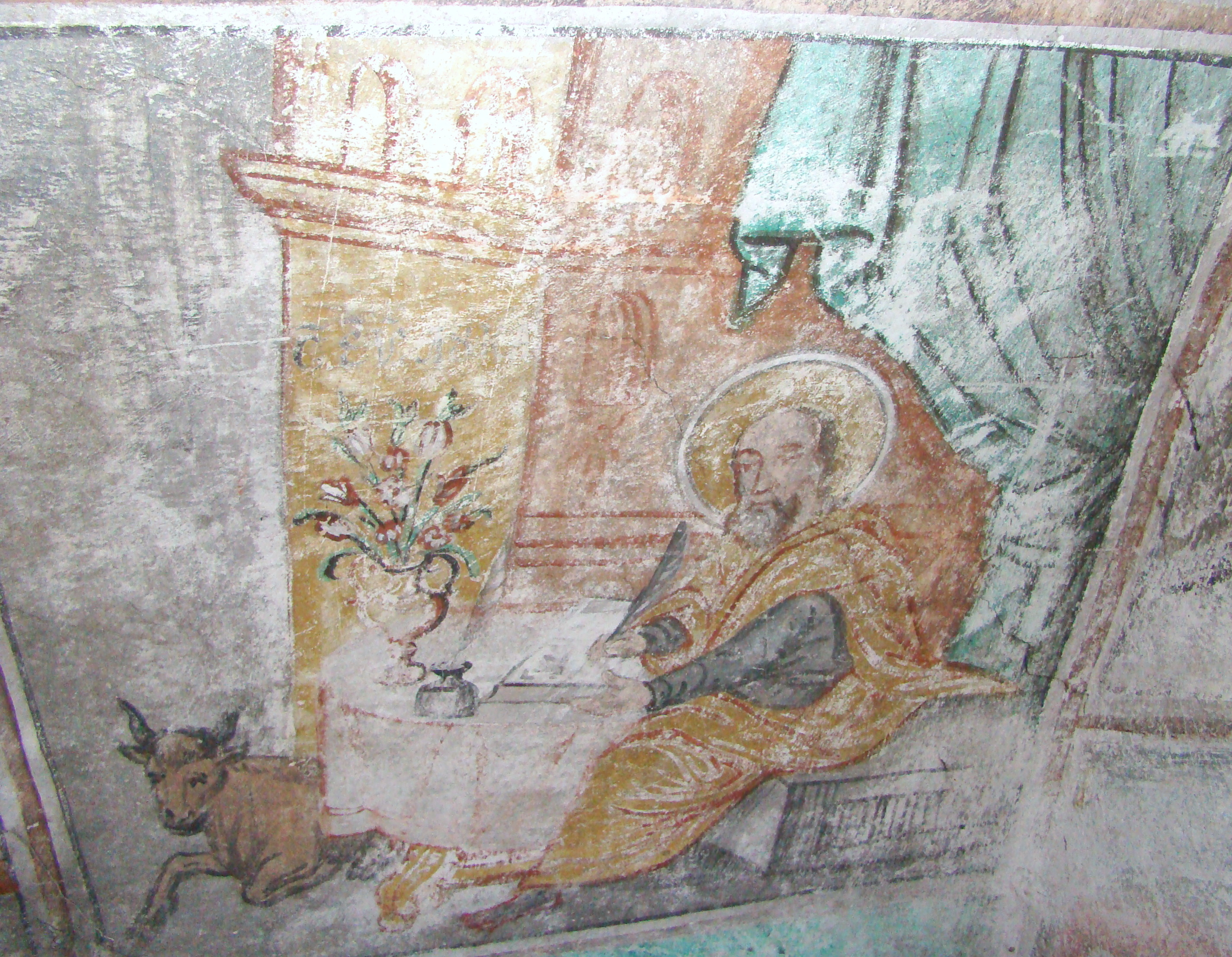
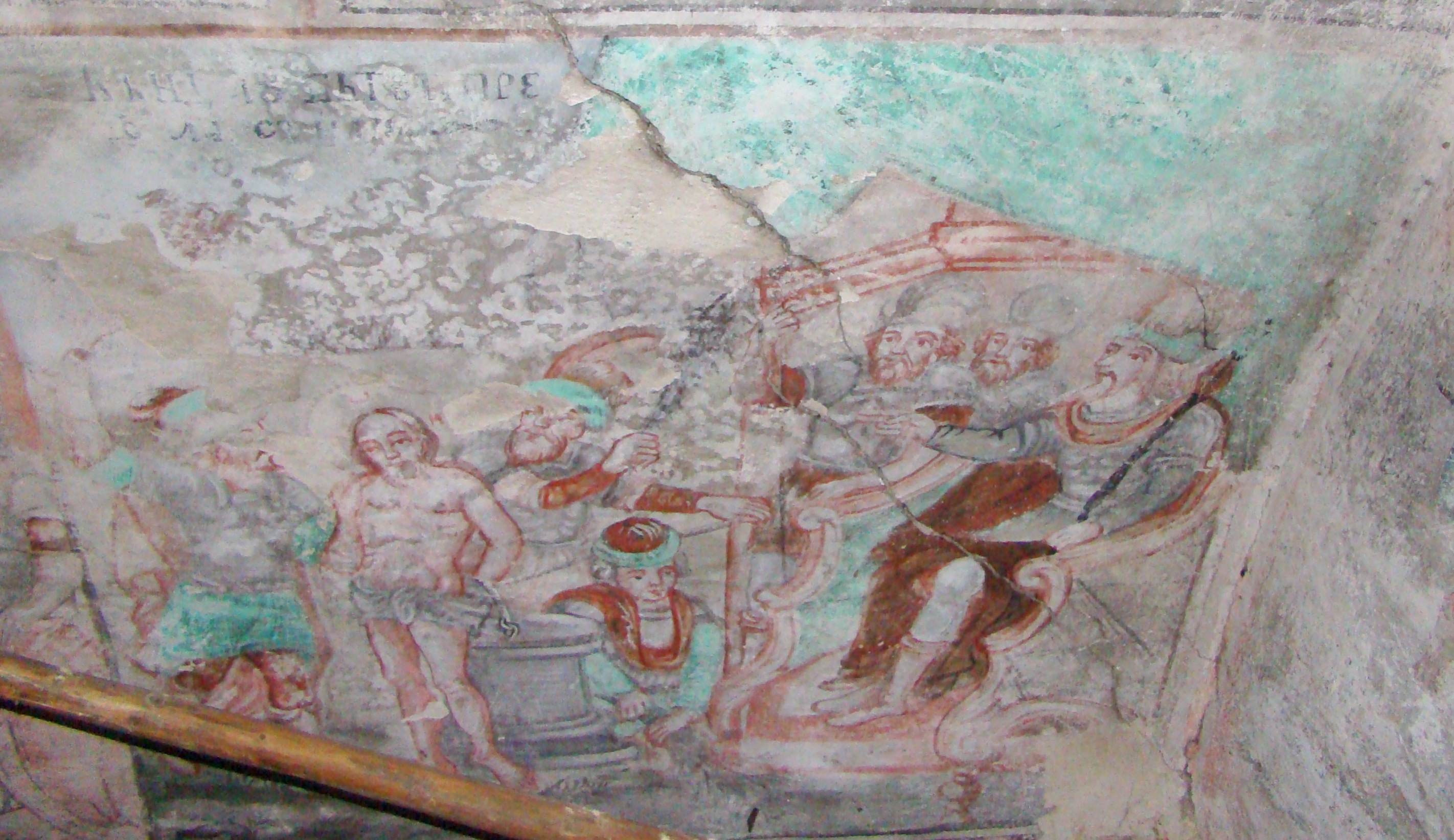
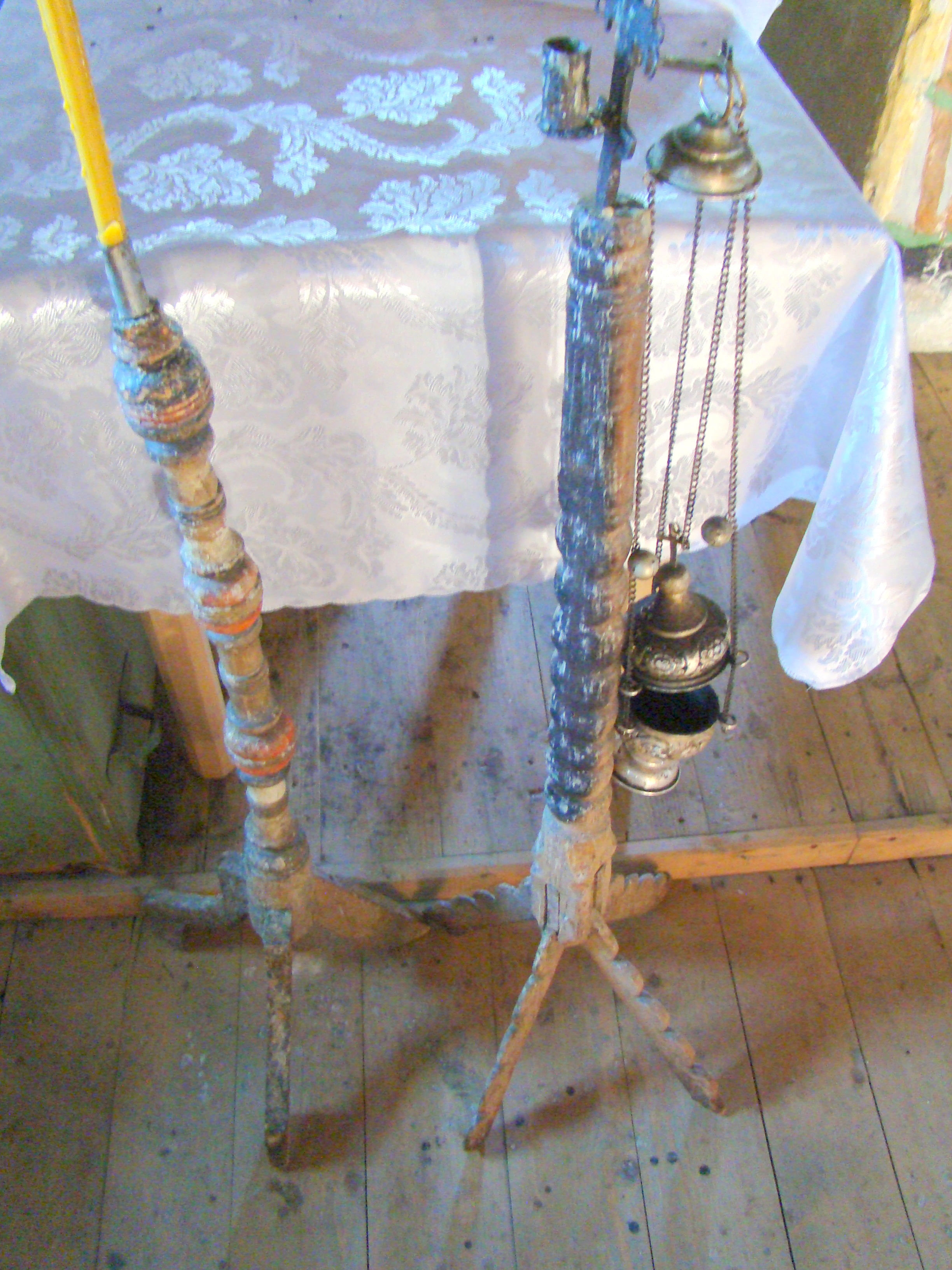
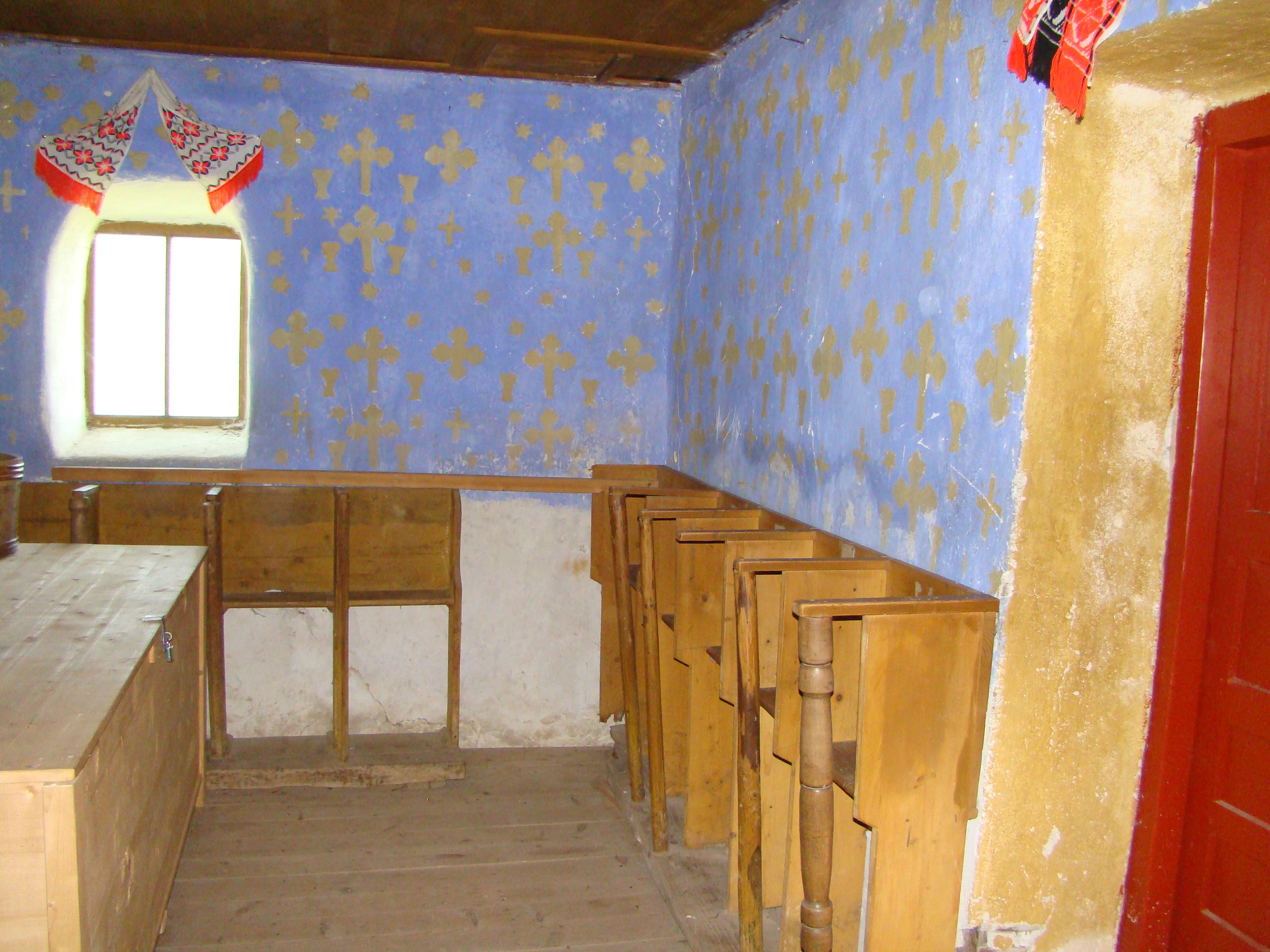